# النقوش الفارسية على الآثار الهندية

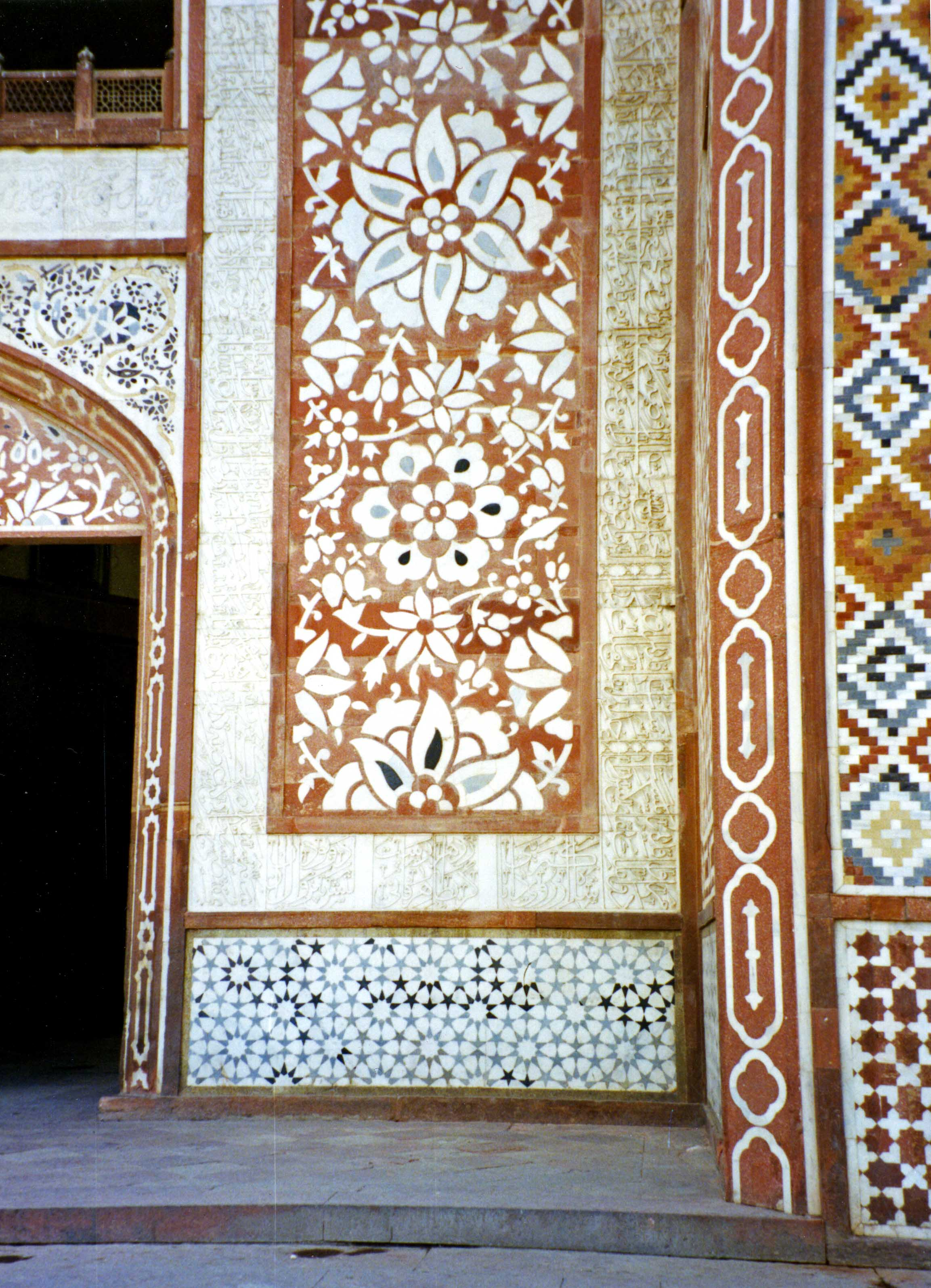
مکتوب حجرية فی مقبره بنى جلال الدين أكبر شاه

النقوش الفارسية على الآثار الهندية هو اسم كتاب للدكتور علي اصغر حکمت شيرازي الذي يفحص النقوش الفارسية فی المبانی الاثری فی الهند و النقوش بالنص الفارسي في المعالم التاريخية الهندية، نشر في 1956 و1958 و2013. طبعة جديدة تحتوي على النصوص الفارسية لأكثر من 120 نقشًا حجریا تم العثور عليها على المعالم التاريخية في الهند، والعديد منها مدرج حاليًا ضمن التراث الوطني مواقع أو مسجلة كمواقع التراث العالمي لليونسكو. وقد تم نشر أحدث نسخة، تحتوي على 200 نقش حجریه إضافي من الآثار الهندية

## محتويات الكتاب

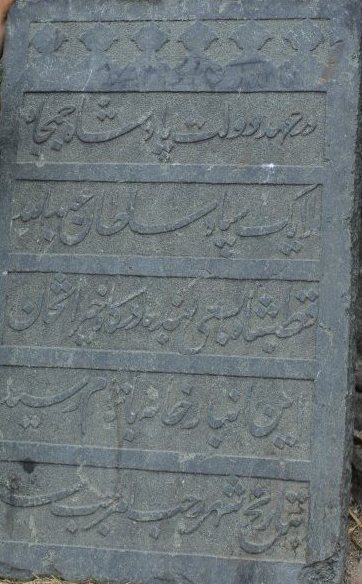
Golkandeh الحجر الفارسي.

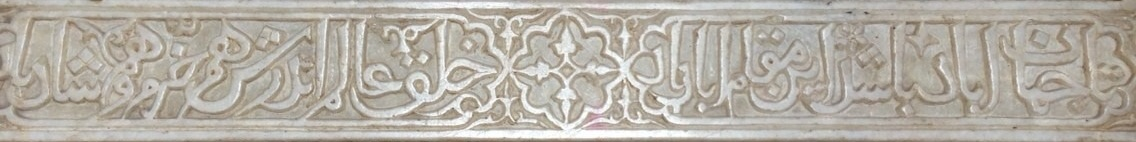
مکتوب حجرية الفارسية في حقل بورانا

تحتوي الطبعة الأولى من هذا الكتاب على أكثر من 80 نقشًاحجریا فارسيًا رائعًا في المعالم التاريخية فی الهند، والعديد منها الآن جزء من قائمة التراث العالمي لليونسكو. يفحص الإصدار الجديد حوالي مائتي نقش حجری. یشیر الكتاب الی دور بلاد فارس في المباني الرائعة في الهند کجزءًا صغيرًا من الأمثلة الرائعة للأعمال الفارسية في الهند. الكتاب مُصوَّر بأشكال جميلة، هذه المجموعة هي جزء فقط من أكثر من 15000 نقش حجری الفارسي والقرآني والعربی في الهند تم تحديدها، والكثير منها من بين التراث الثقافي الهندي ومواقع التراث العالمي.
يتحدث الاستاذ حكمت بعد ذلك عن الكتيبات(الكتابات الحجرية) الفارسية في بلاد الهند وعن كثرتها وسعة انتشارها وذاكرا انه سجل في كتابه ما شاهده بنفسه في اقليم بهارات فقط، ثم ينصف 80 الكتيبات الفارسية من شعر ونثر عدة اصناف، ككتيبات الابنية والقصور والكتيبات الدينية في المساجد والتكايا والمزارات وامثالها وكتيبات الابنية العامة كالجسور والأسواق وما شاكلها ثم الكتيبات التي علي قبور السلاطين والشخصيات والشعراء وغيرها من الكتيبات، وقد أولي النوع الاخير من الكتيبات أي ما علي قبور الشخصيات والشعراء واعلام الأدب أهمية خاصة وعناية أوفر، ونبه الي ان دراسته في شبه جزيرة الهند لم تتعد الجمهورية الهندية الي الباكستان. بالانتقال الي مادة الكتاب بعد هذه المقدمة التي عرّفت أهم خصائصه، نري المؤلف يقسمه الي ستة فصول تحمل العناوين التالية:
1. فن نقش الكتيبات في الهند
2. الكتيبات الفارسية في قصور السلاطين.
3. الكتيبات لغة فارسية في المساجد
4. -كتيبات متفرقة.
5. -شواهد القبور والواح المزارات وكتيبات العتبات
6. -الكتيبات الحديثة في القرن العشرين.

و يحصي في كل من هذه العناوين ما يدخل تحته من قصور أو مساجد أو ابنية وسواها، وهو يأخذ البناء الواحد فيعرض ما في سقفه أو حيطانه أو فوق مدخله من أقوال أو اشعار أو تواريخ، ويصف نوع الخط ولونه وكاتبه وتاريخه وباقي السمات؛و في اماكن أخرى يكتفي بنماذج لمجموعة من المجموعات لتعذر ذكرها كلها بسبب كثرتها، وهو يرفق كتابه بصور لبعض النقوش وبعض الآثار الهامة، كما يختمه بمصور جغرافي(خريطة)لشبه جزيرة الهند (جمهوريتي الهند وباكستان)لتساعد القارئ علي تتبع المواقع.
و مما تجدر الإشارة إليه في هذا التعريف النقوش السريانية باللغة الفهلوية التي عددها المؤلف، وهي نقوش سريانية كتبت باللغة الفهلوية في العهد الساساني قبل الإسلام؛و يعدد من هذه النقوش ستة علي صلبان حجرية موجودة في كنائس الإيرانية السريانية، وان النساطرة كانوا يستعملون في تلك المناطق اللغة الفارسية الفهلوية.اما العبارات التي علي الصلبان الستة فهي تقريبا واحدة، وما تاريخها فهو 340 ميلادية ؛و يعتقد انكلساريا ان هذه الكتيبات الفهلوية نقشت قبل إصلاح الكنيسة وطرد النساطرة من بلاد الروم.(أي قبل 435 م).

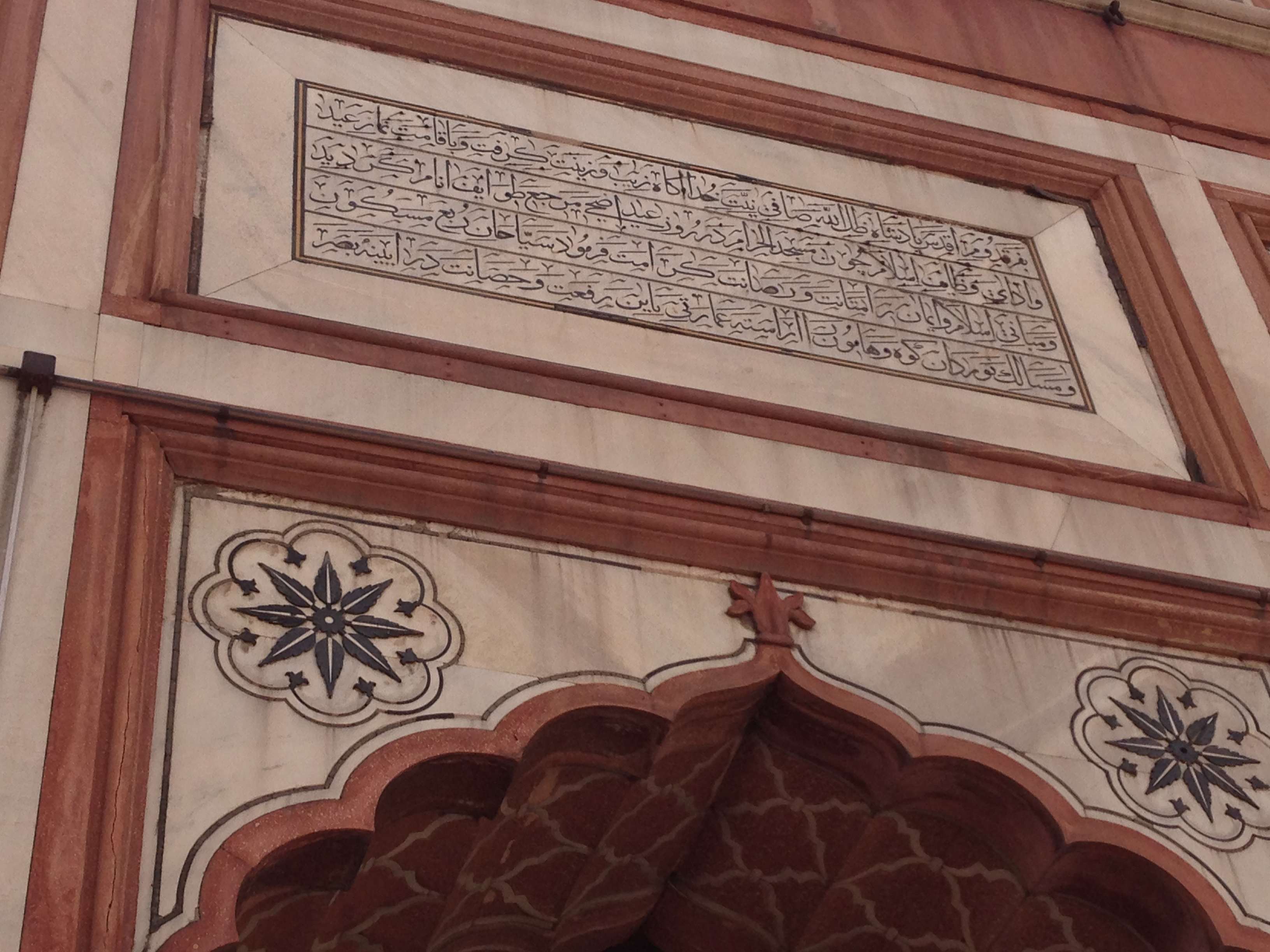
نقوش فارسية في مسجد دلهي

في هذا الكتاب، تم عرض وشرح أكثر من مائتي رسم توضيحي لنقوش فترة غوركاني وبابري بالفارسية، وفصل واحد مخصص للكتابات الفارسية واللوحات على الطراز الإيراني في القاعة الرئيسية للقصر الرئاسي في الهند. يحتوي الكتاب أيضًا على إصدارات فارسية فريدة مثل المراسيم والوصايا ؛ وفصل مخصص لذلك. في هذا الكتاب، تم فحص وتفسير النقوش الفارسية في القصور والقلاع - في المساجد - القبور والمقابر والمباني الهندية الأخرى.

## الجوامع والمساجد

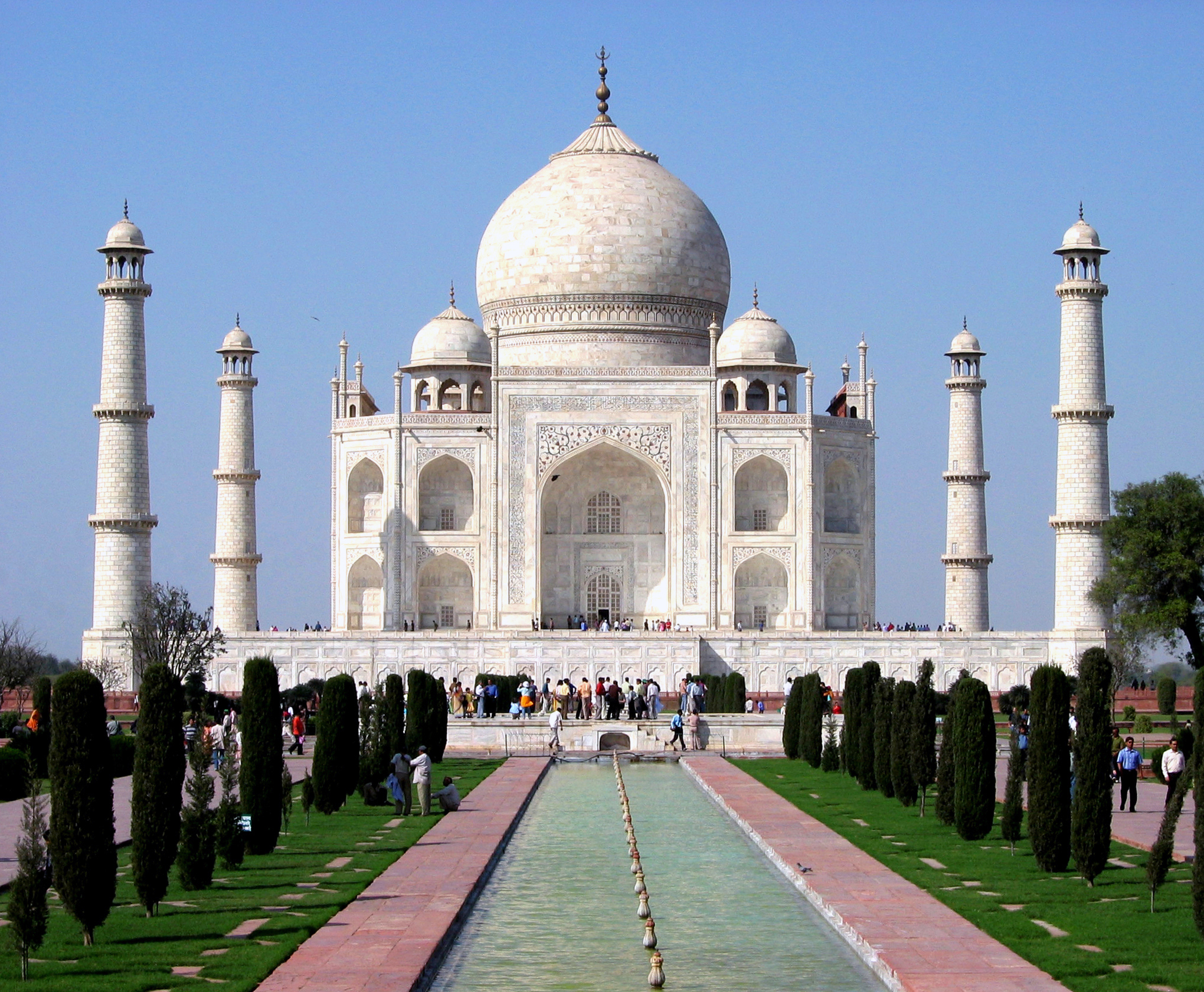
ضريح تاج محل، أغرة، هو الهيكل الأكثر شهرة للهندسة المعمارية المغولية.
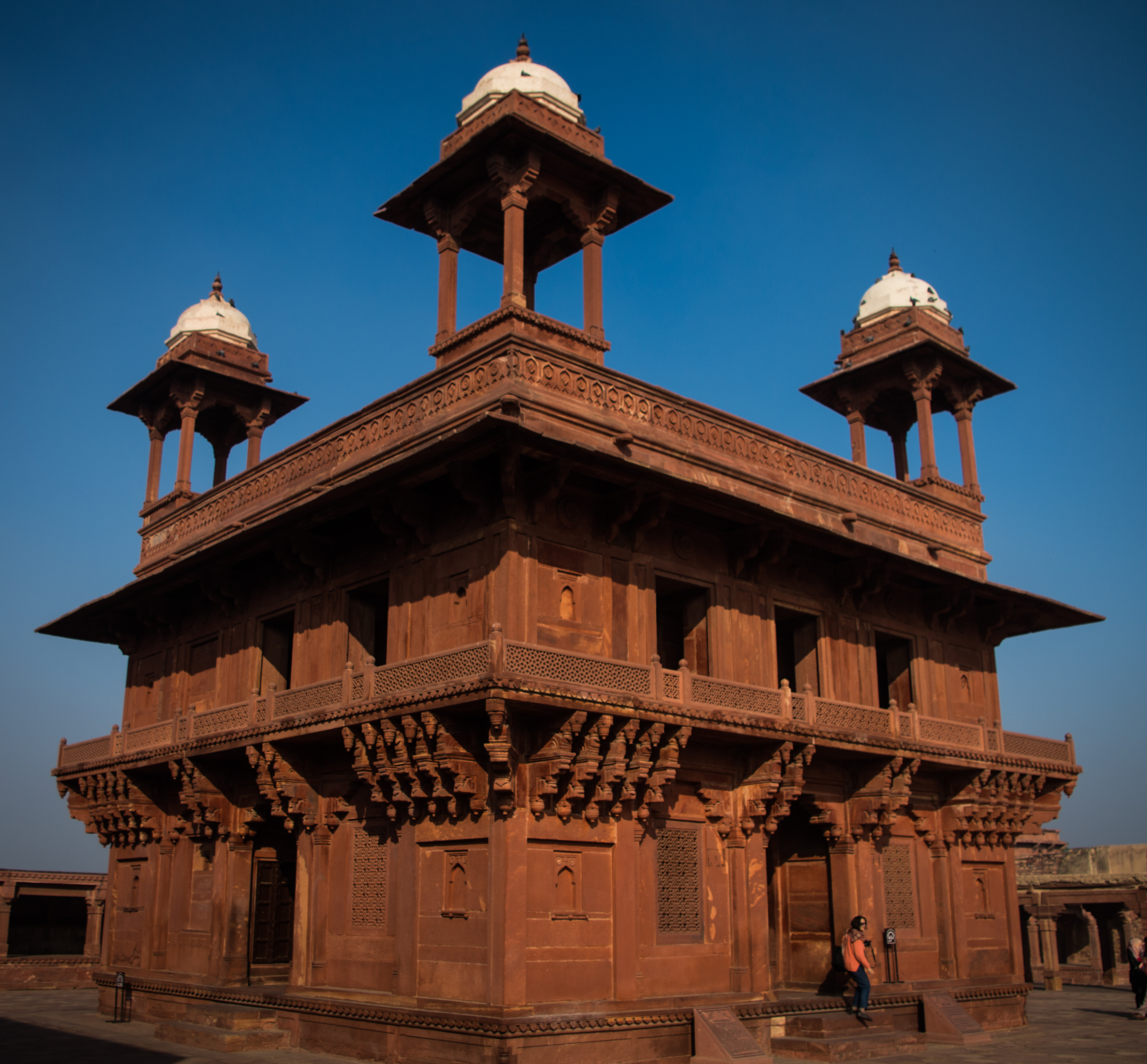
الديوان الخاص في فتحبور سيكري, فتحبور سيكري كانت عاصمة جلال الدين أكبر بالهند.

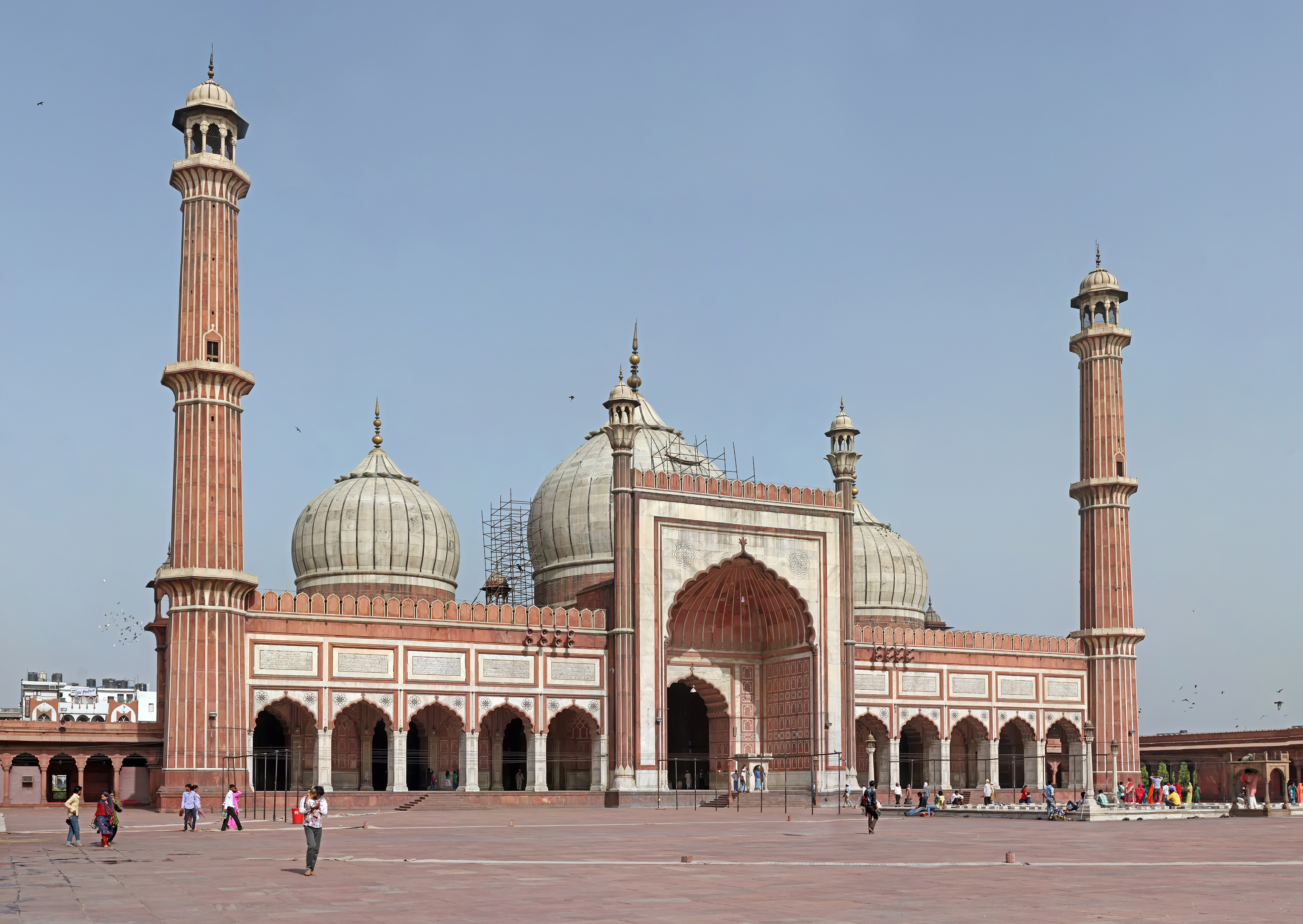
المسجد الجامع (دلهي), أكبر مسجد في الهند.
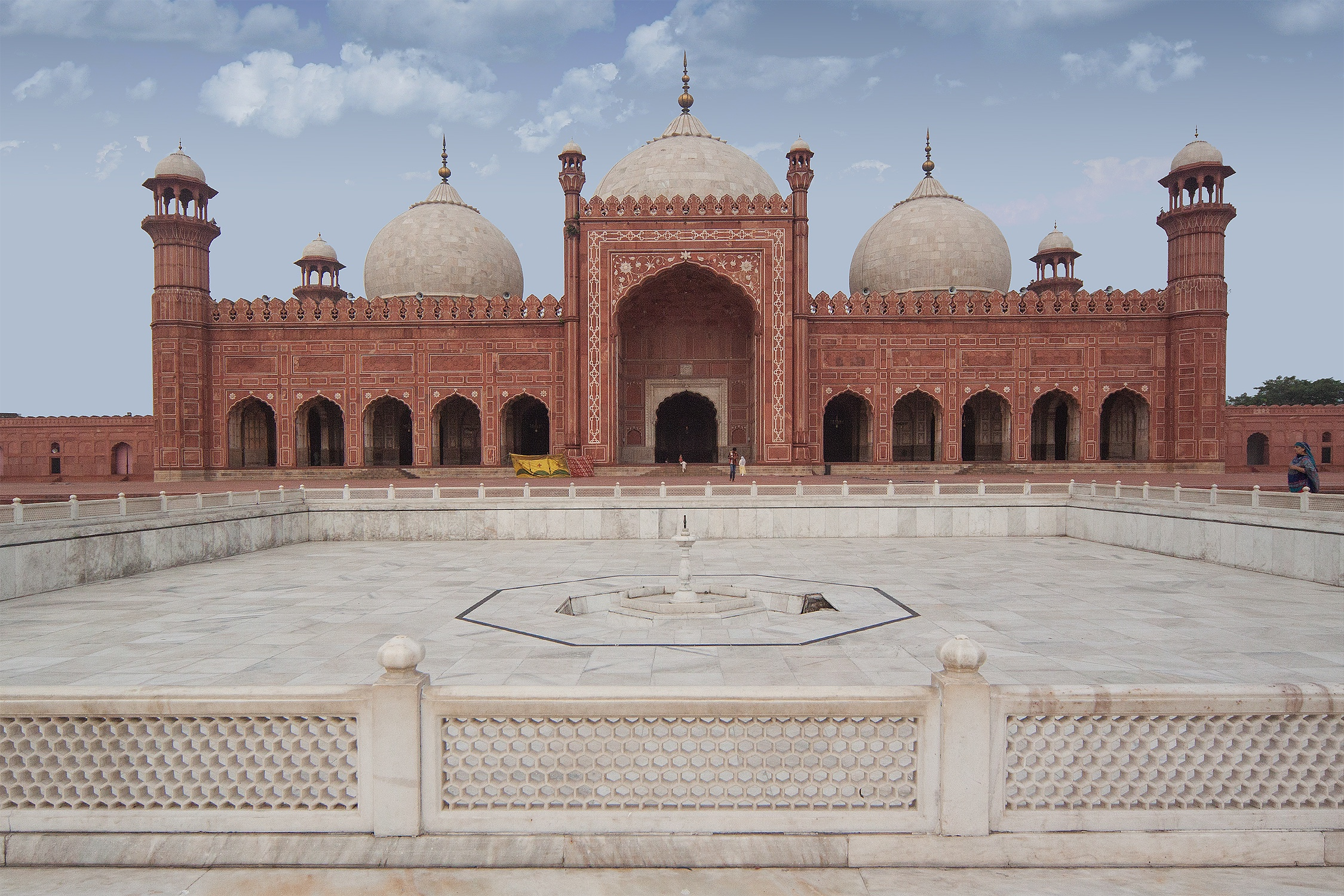
مسجد بادشاهي، لاهور، باكستان.

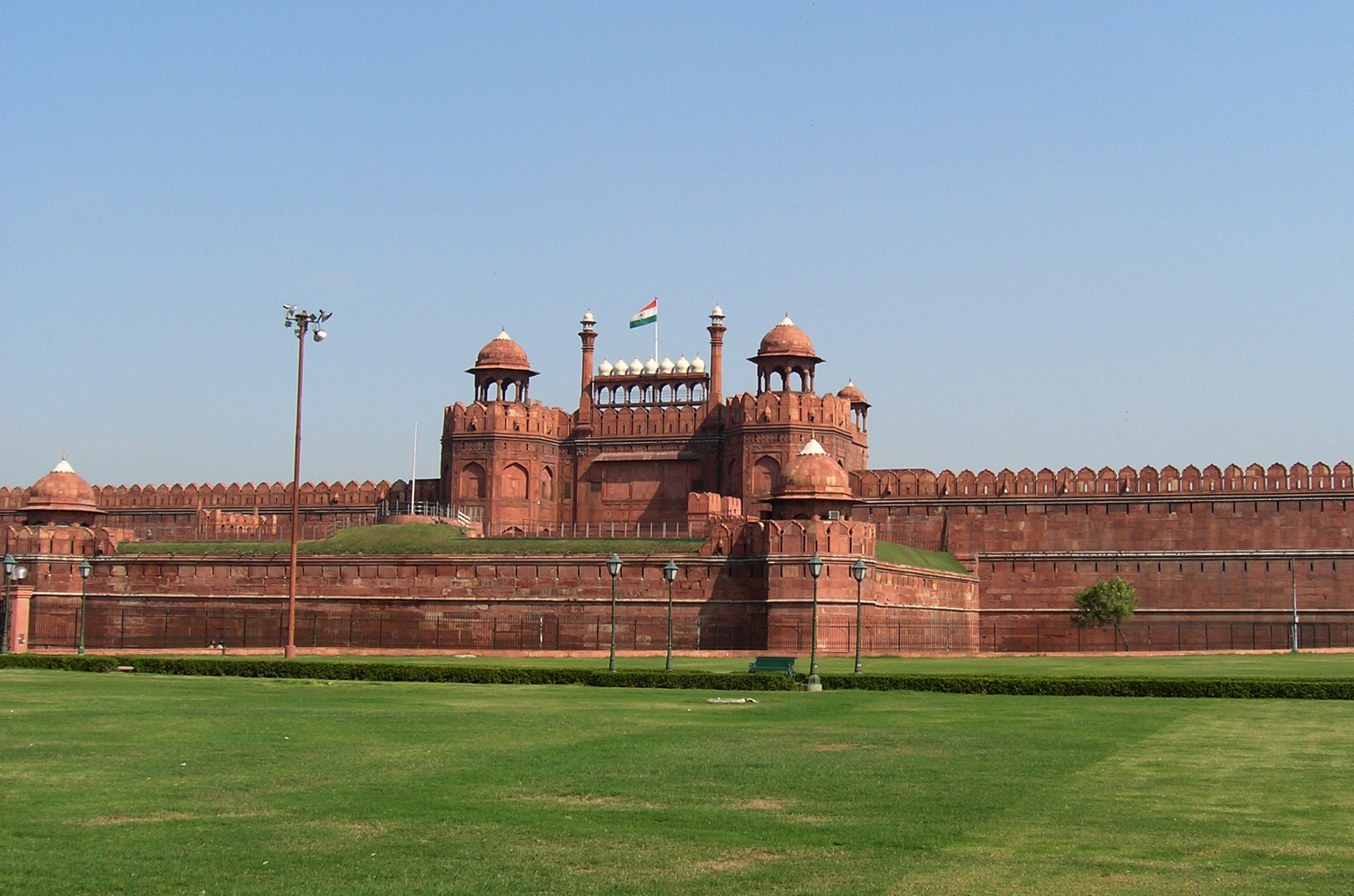
لال قلعة، دلهي. كان مقر إقامة سلالة المغول..
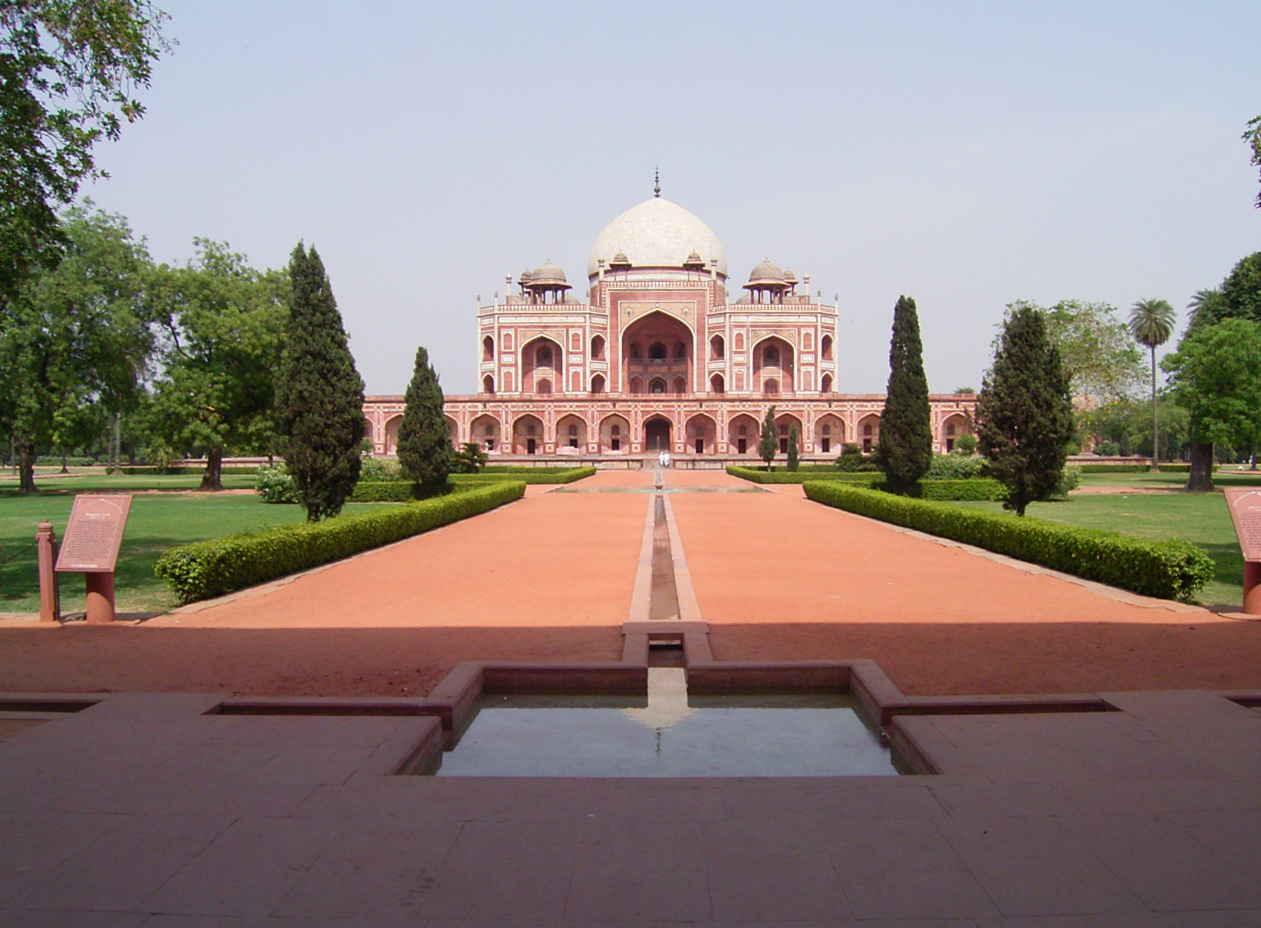
مقبرة همايون، دلهي.

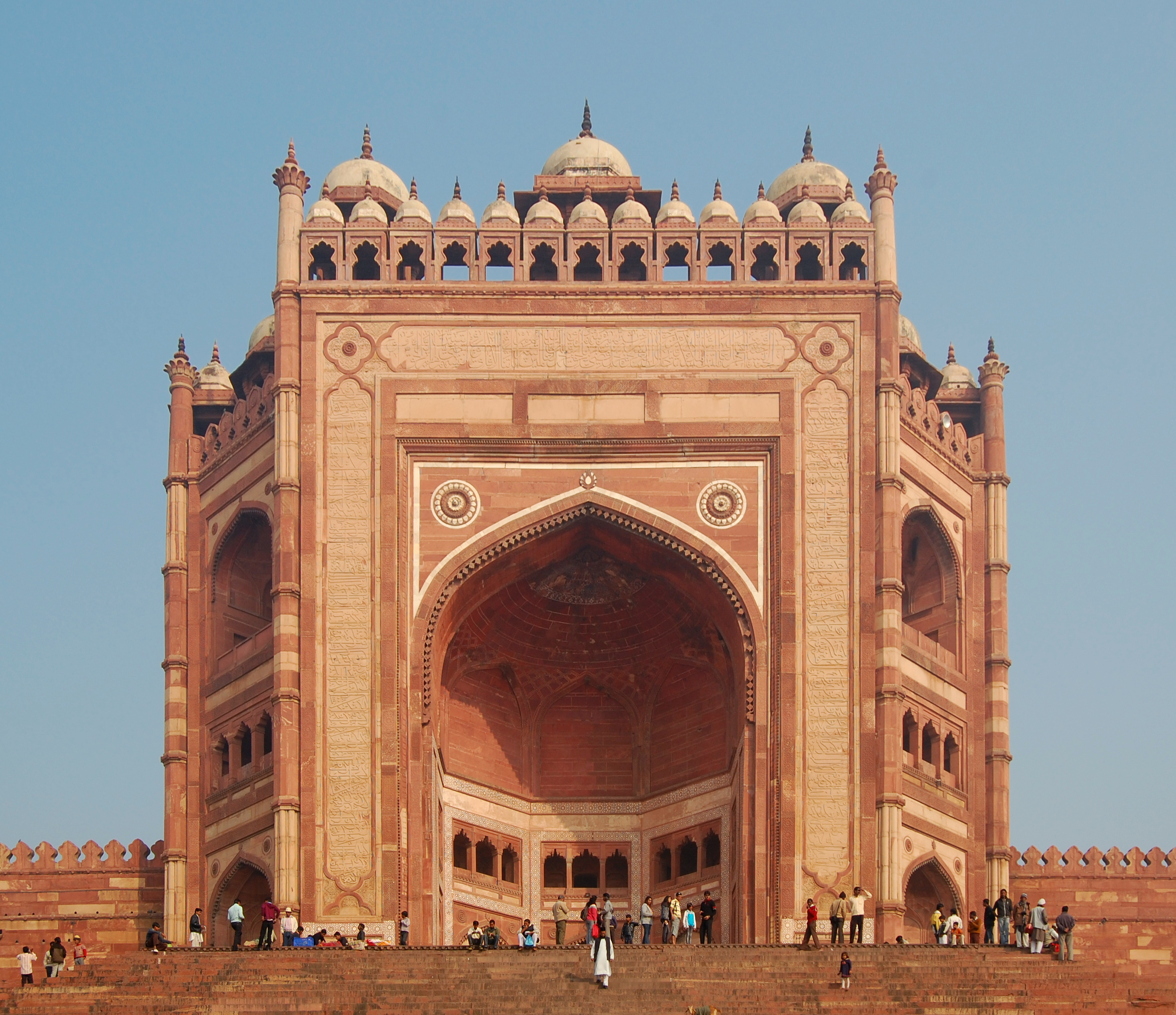
بوابة بلند دروازه بنيت من قبل جلال الدين أكبر للاحتفال بانتصاره.
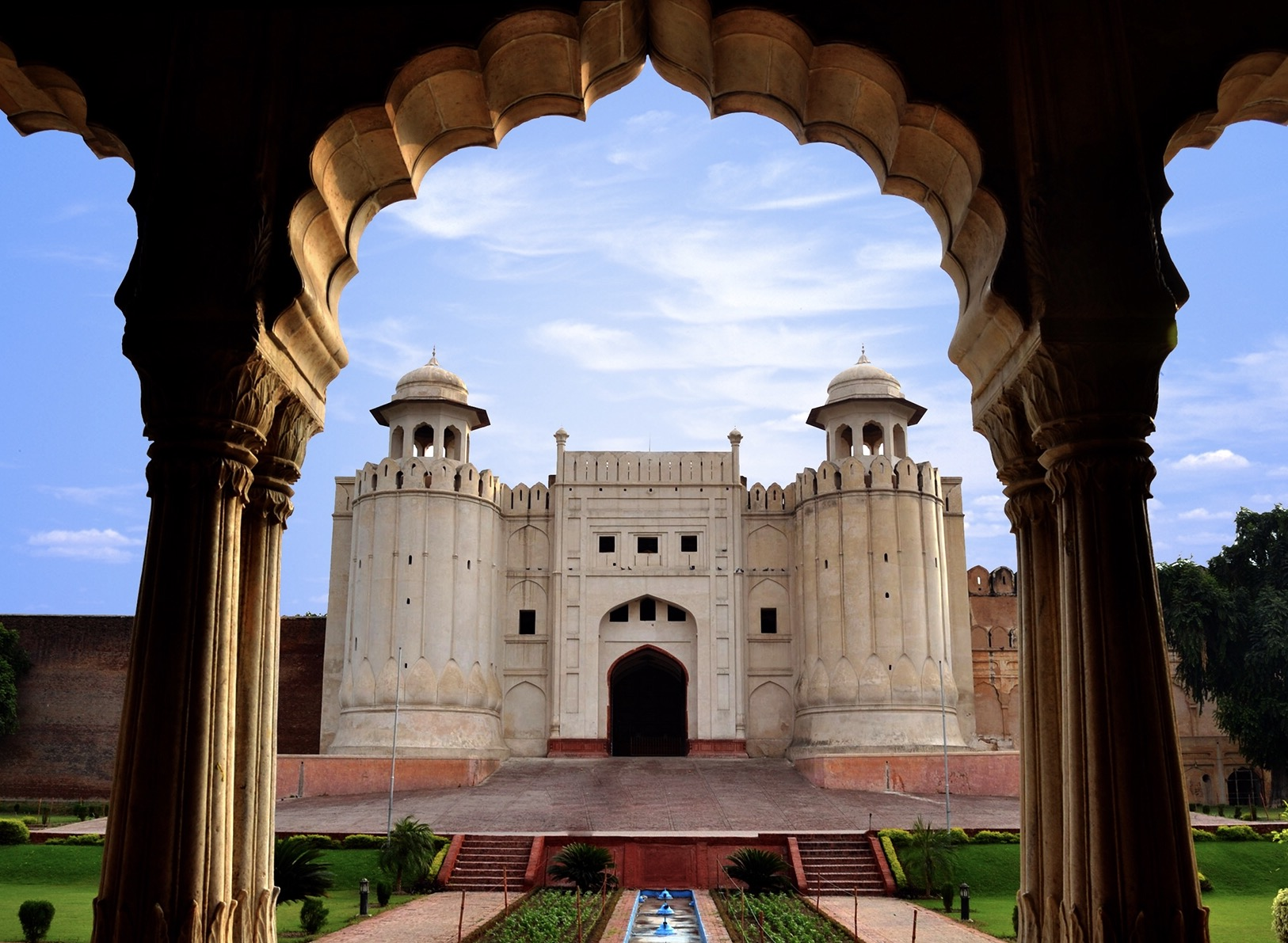
البوابة العالمكيرية في حصن لاهور، لاهور، باكستان.

|}
الکتاب یشرح النقوش الفارسی فی اکثر من 14 مسجد فی الهند ومنها:
- المسجد الجامع (دلهي)

المسجد الجامع (بالفارسي: مسجد جهان نما) هو المسجد الرئيسي في دلهي القديمة في الهند وأكبر مسجد في الهند حيث يتسع لخمسة وعشرين ألف مصل. أمر ببنائه الإمبراطور المغولي شاه جهان، باني تاج محل، واكتمل البناء في سنة 1658. هو أيضا يقع في بداية شارع شاندني شوك وهو شارع مزدحم وشعبي جدا في مركز مدينة دلهي القديمة.
- مسجد بابري * مسجد بدشاهي
- فتحبوري سیکری [3]
- المسجد الجامع (دلهي) * المسجد الجامع أغرة * بوابة بلند دروازه
- بيبي كا مقبرة * مزار صفدر جنك * مسجد أكبرآبادي * مسجد السلطان تيبو * مسجد بابري * مسجد بادشاهي * فتحبور سيكري * عمارة مغول الهند * مسجد بيبي مريم * مسجد سنهري لاهور * ضريح همايون * مسجد داي انكه * مسجد جمالي كمالي * مسجد شاه جهان (السند) * مسجد شاوك دكا * مقبرة جهانكير * مسجد فاتحبوري * حصن لاهور * ضريح جودا باي * مسجد همايون * مسجد نظام الدين کوتله * مسجد كالي أو المسجد الكبير
- جامع الله آباد* مسجد روشن الدولة

## القصور والقلاع
- سيكاندرا
- فاتح بور سيكيري
- قلعة الاتفاق
- لال قلعة (دلهي)
- جزار العنبر
- بنى جلال الدين أكبر

## المقابر وبوابة
الکتاب یشرح اکثر من 47 لوحه ونقوش الفارسی فی المقابر فی الهند ومنها
- بيبي كا مقبرة * ضريح همايون * تاج محل * نور محل
- سيكاندرا * فتحبور سيكري * معين الدين الجشتي * تاج محل
- أصول تاج محل ومعماره * إيبا كوش * الحصن الأحمر* بوابة بلند دروازه
- بيبي كا مقبرة * مزار صفدر جنك *فتحبور سيكري *عمارة مغول الهند
- ضريح همايون * مقبرة جهانكير * حصن لاهور * ضريح جودا باي

## طبع 1392-2013
بعد أكثر من نصف قرن من النسيان، أعيد نشر هذا الكتاب بجهود.
- الخطاب الأول: عدد من النقوش الرائعة ل حيدر آباد
- الكلمة الثانية: الفارسية في طقوس البنغال.
- الخطاب الثالث: عمارة مغول الهند - عمارة مغول الهند الهند
- الخطاب الرابع: أهمية اللغة الفارسية وأثرها على اللغات الأخرى - الهندية والأوردو.
- الخطاب الخامس: أمثلة على الأوامر - أوامر حكومية من النسخ الفارسية المصورة المجيدة في متاحف حيدر أباد ودلهي.

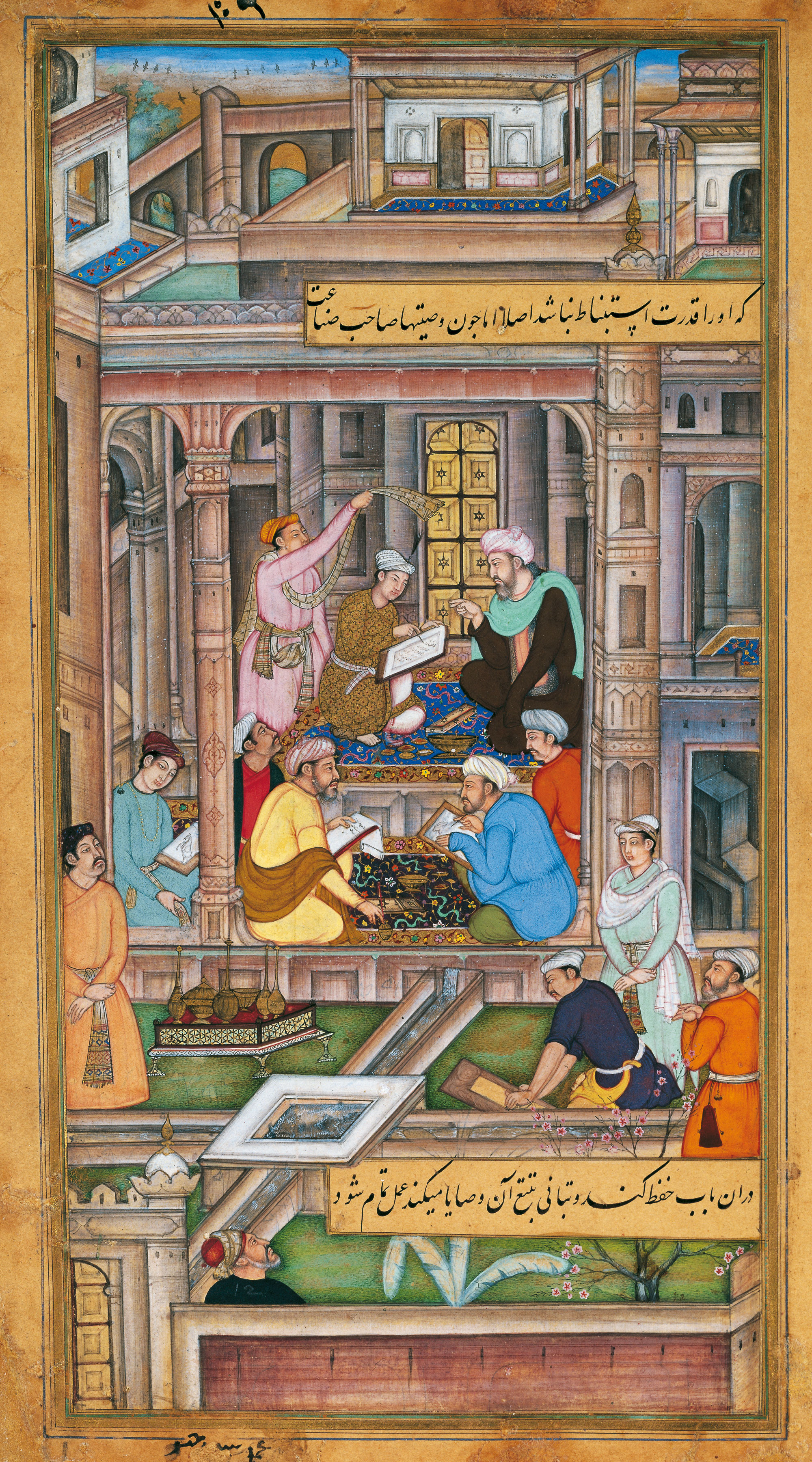
كتابة وصية أحد ملوك الغورخانيين بالفارسية 1590-1595

تم نشر نسخة جديدة من دور الدور الفارسي في التراث العالمي في الهند لجعل العنوان أكثر دقة واكتمالًا. لأن العديد من تلك النقوش اليوم ليست مجرد منحوتات، بل تراثًا إنسانيًا وروحيًا. يحتوي الإصدار الجديد على حوالي 120 صورة. تنص مقدمة الناشر على:
يحتوي الإصدار الجديد على نسخة تم تحميلها على الإنترنت والتي يمكن استخدامها مجانًا. ولكن من حيث ترقيم الصفحات، فهي تختلف عن الطباعة الورقية. من بين النقوش التي تم فحصها، يمكن ذكر الأمثلة التالية:

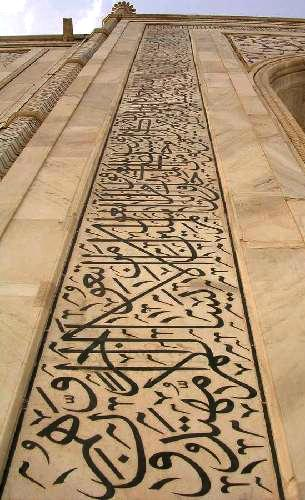
زاوية من نقوش تاج محل الثالث بخط يد خان شيرازي

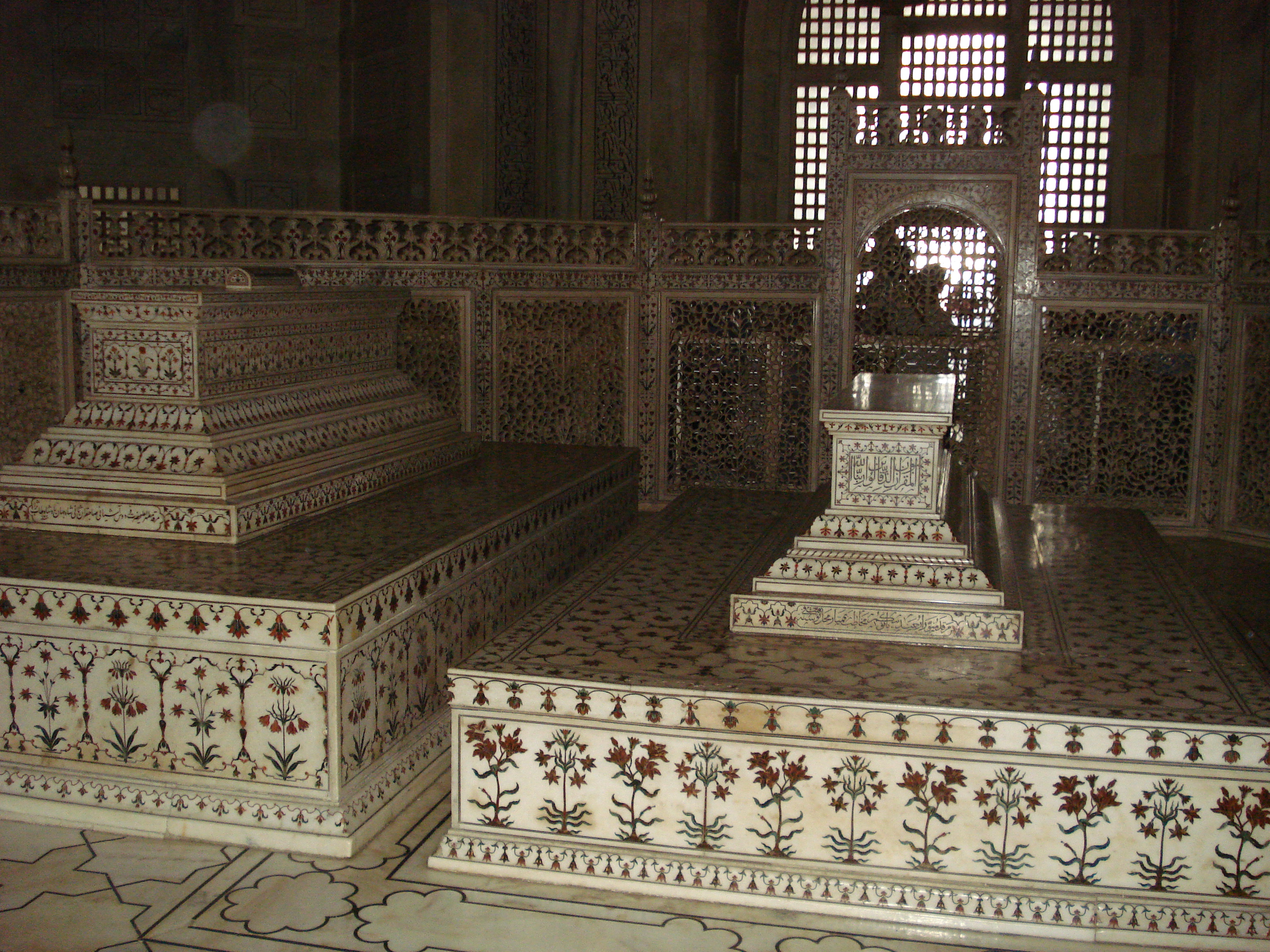
ضريح ارجمندبانو

نور جهان، الطفلة التي تركتها عائلتها في بئر زرقاء خلال منفى من إيران إلى الهند لتشهد على آلام نفسها وعائلتها، لها تاريخ رائع. أصبح زوجة جهانجير شاه ولعب دورًا مهمًا في تطوير الإيرانيين، بما في ذلك شقيقه، الذي كان الأب ممتاز محل.
داخل تاج محل، قبر شاه جهان وزوجته ممتاز محل هناك مع تكامل رخام مزخرف بقبر رخامي إصدارات مباشرة من الفترة الصفوية الفارسية الشهيرة مكتوبة: سيدة بيجوم معروفه وشهیره بممتاز المحل المتوفاة سنه
- بجوار مقبره شاه جهان مكتوب:مرقد مطهر اعلی حضرت فردوس آشیانی صاحبقران ثانی شاه جهان طاب ثراه سنه 1076 ق)

الحرم الشريف حضرة الفردوس آشياني صاحبکرانی الثانی شاه جهان طاب ثراه 1076 هـ)
* نقوش فارسية عديدة بخط نستعليق في
1. قلعة أغرة شاه جهان القلعة
2. قصر أكبر شاه أغرة
3. نقوش فارسية على بوابة جهانكير
4. توجد نقوش على قبر تاج محل ممتاز محل

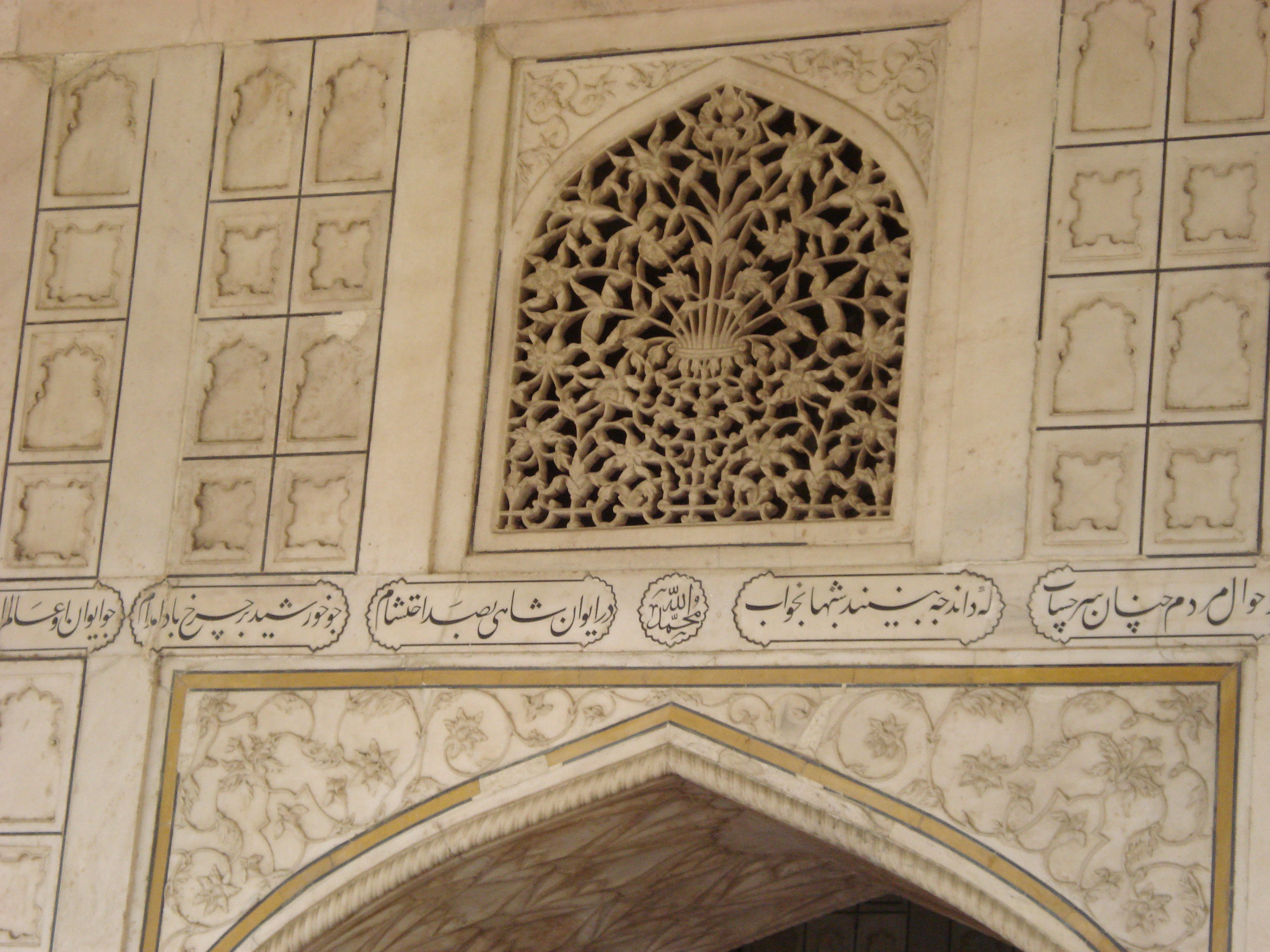
قصائد فارسية

قالب:چندستونه
- مسجد جامع دهلی[7]
- فاتح پور سیکری[8]قالب:پایان چندستونه

## معرض الصور
أمثلة على المباني الهندية مع النقوش أو اللوحات الفارسية

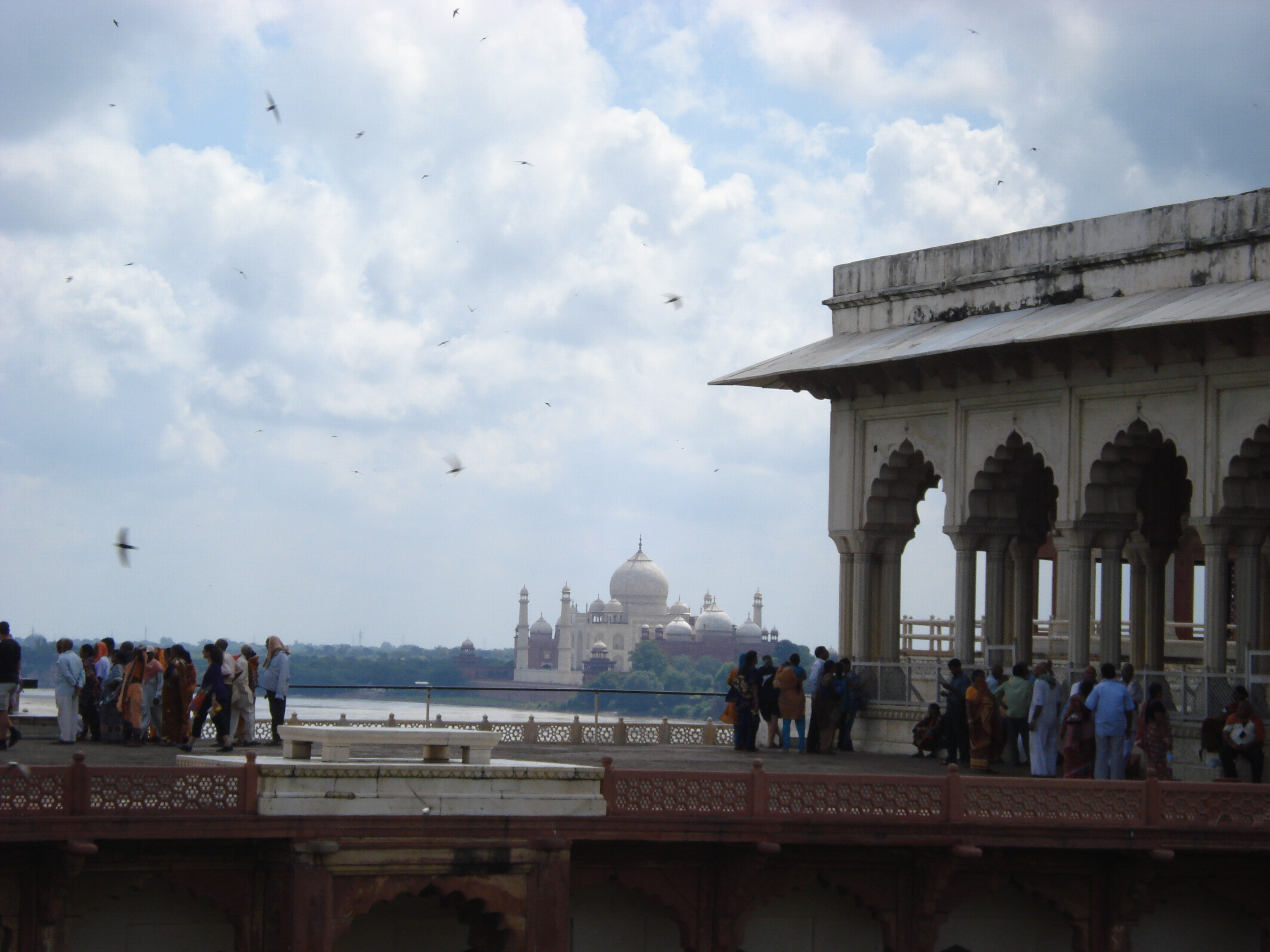
تاج محل.
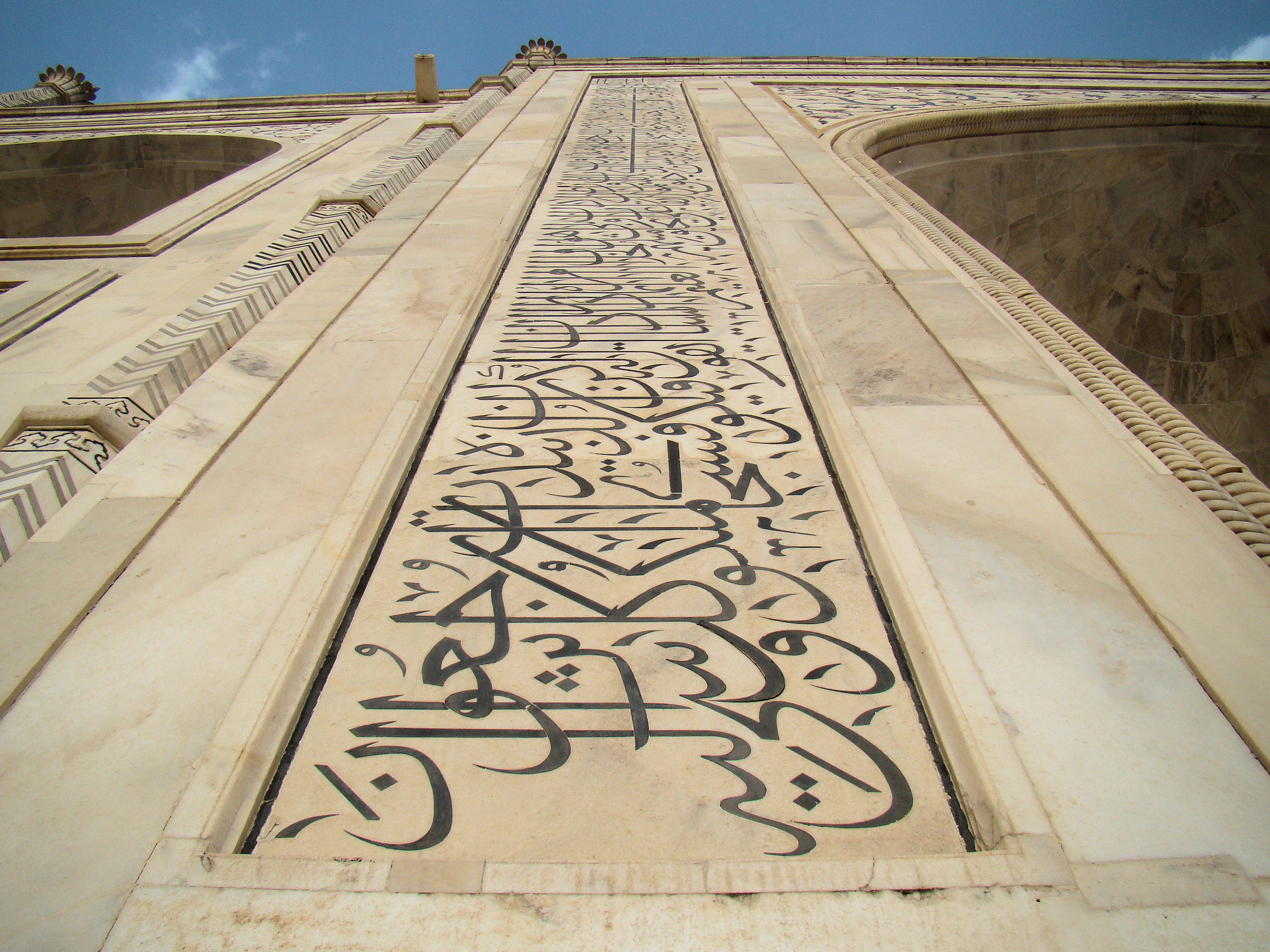
تاج محل، أغرة
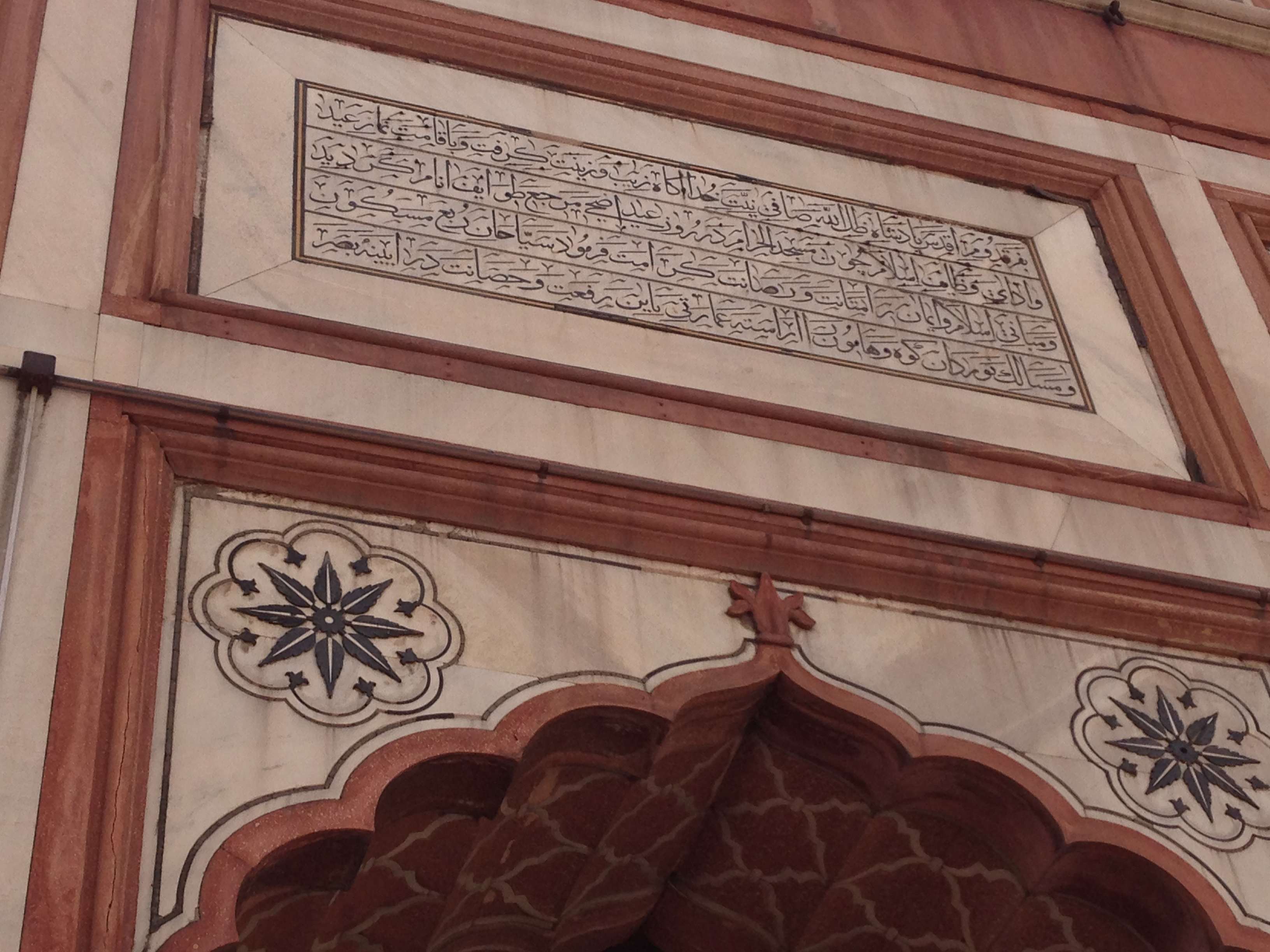
مسجد جامع، دلهي
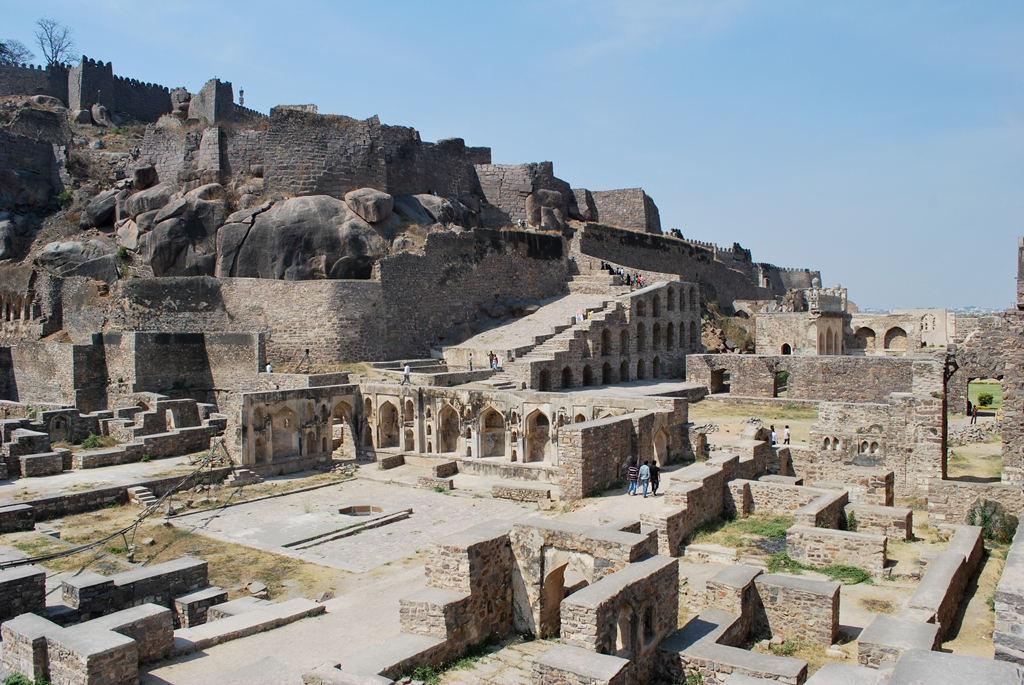
قلعة غولكوندا
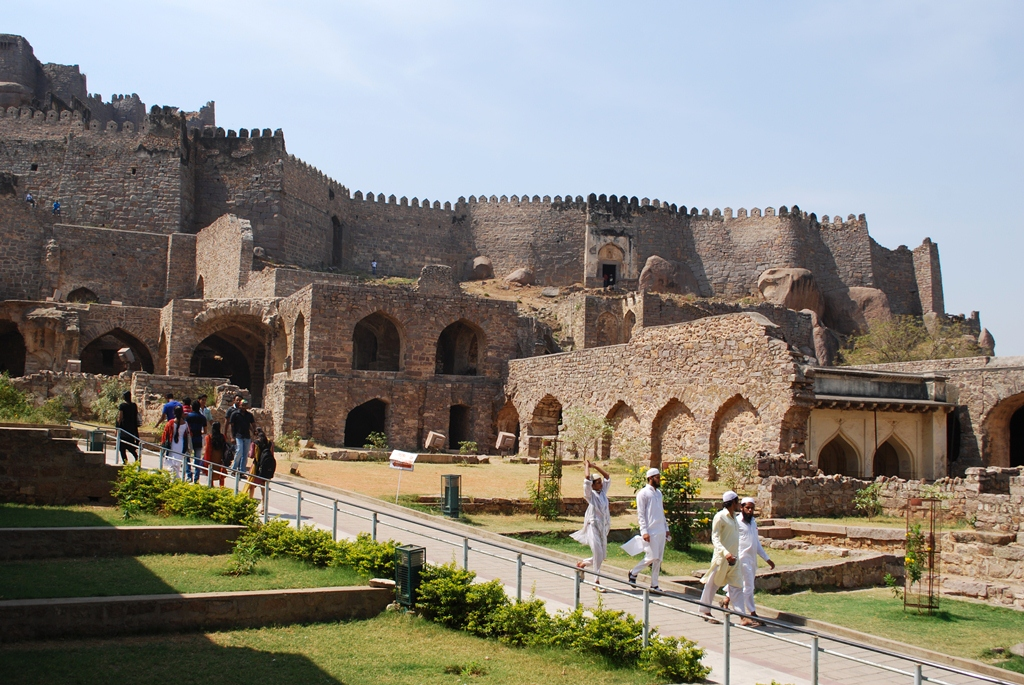
قلعة غولكوندا
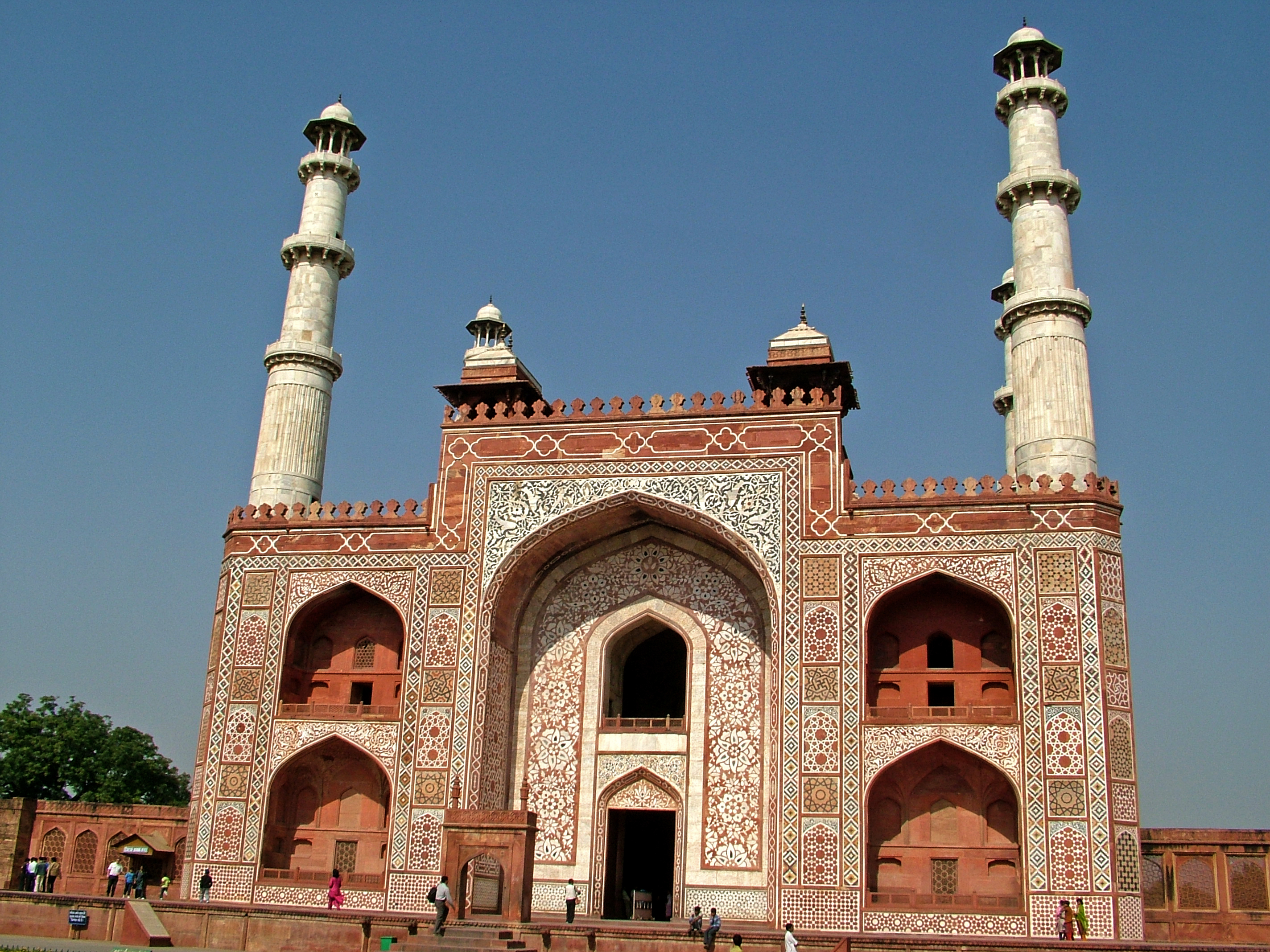
The قبر أكبر,
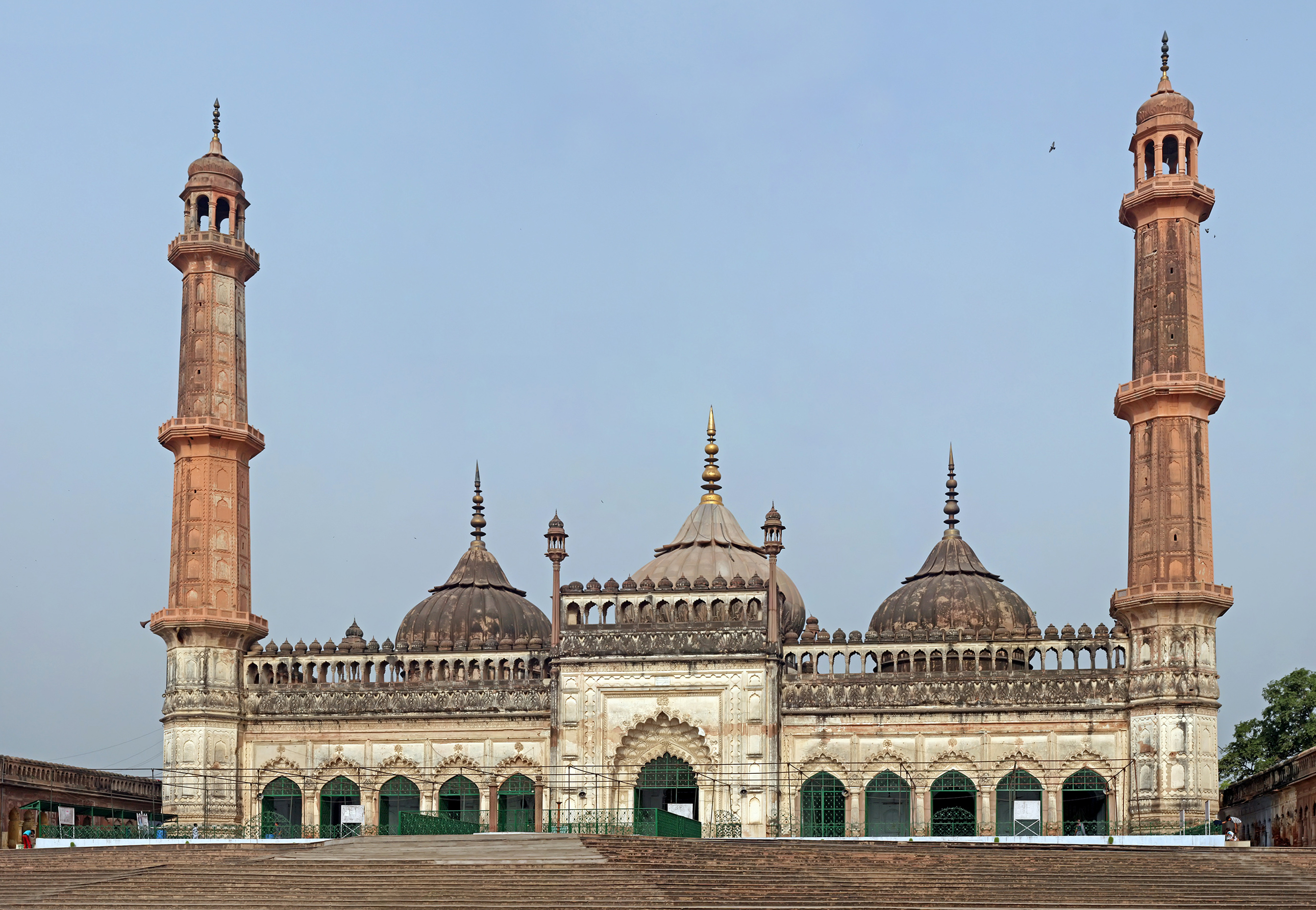
Asfi Mosque, Imambara, Lucknow
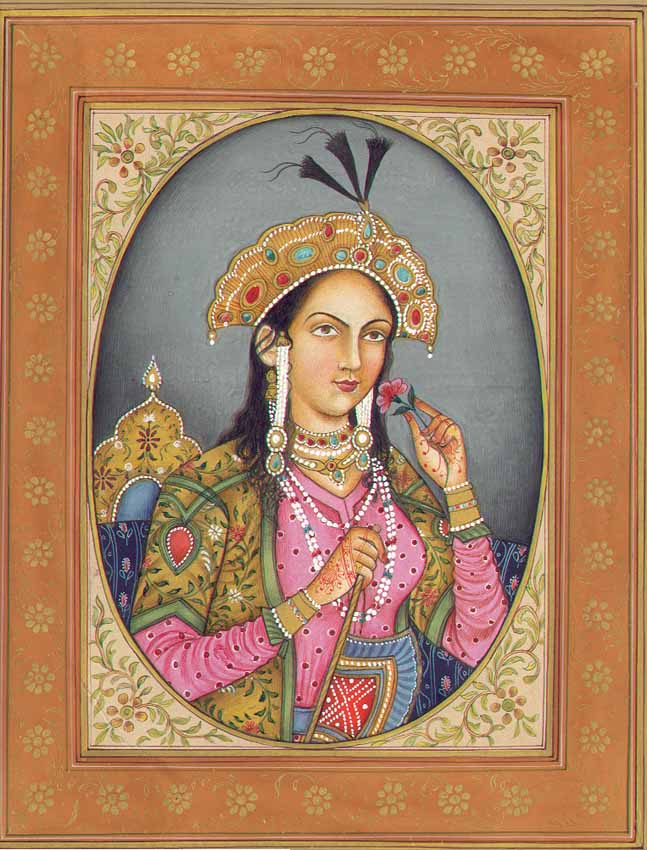
Mumtaz Mahal
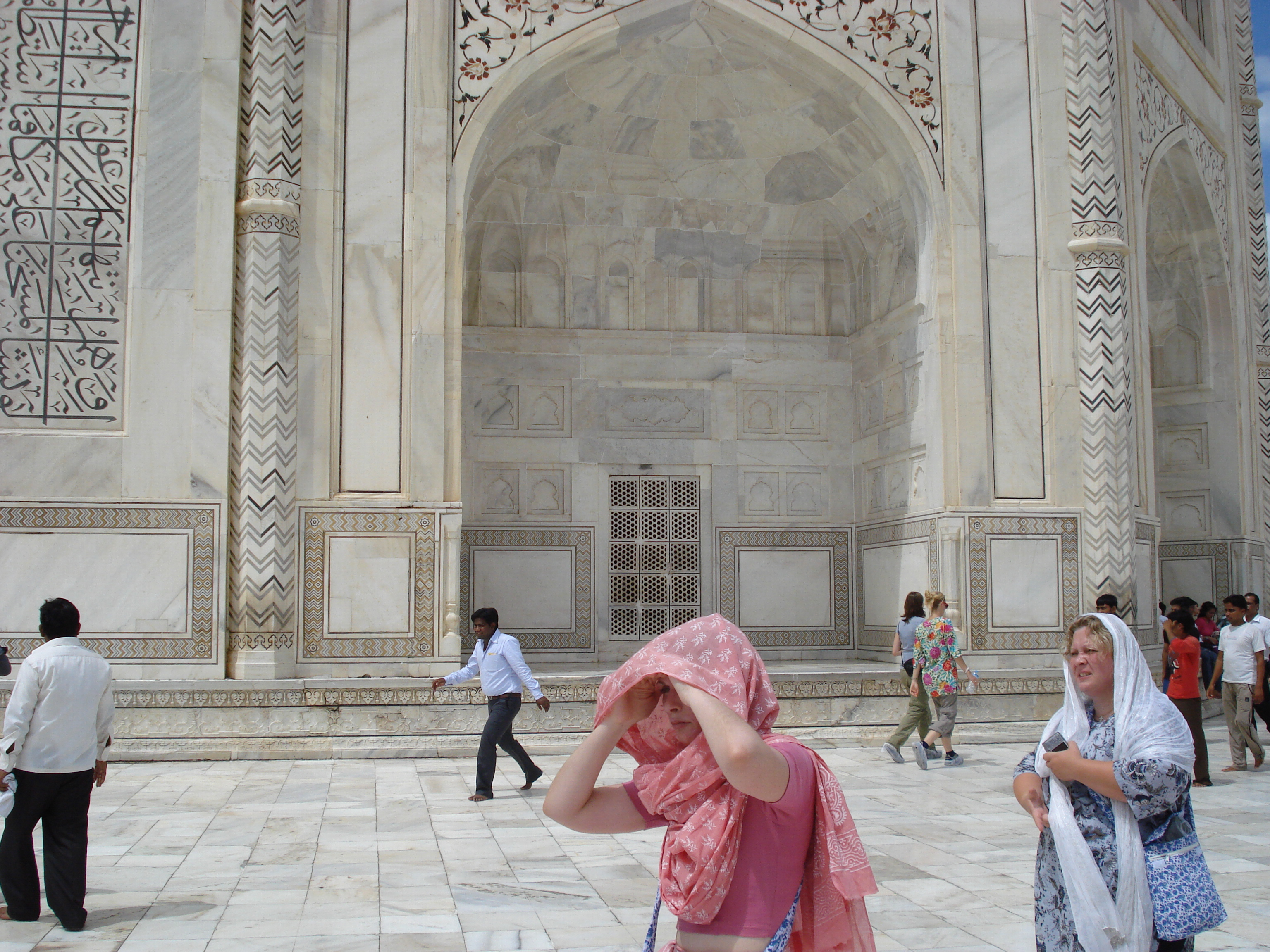
The القرآن inscribed on the تاج محل.
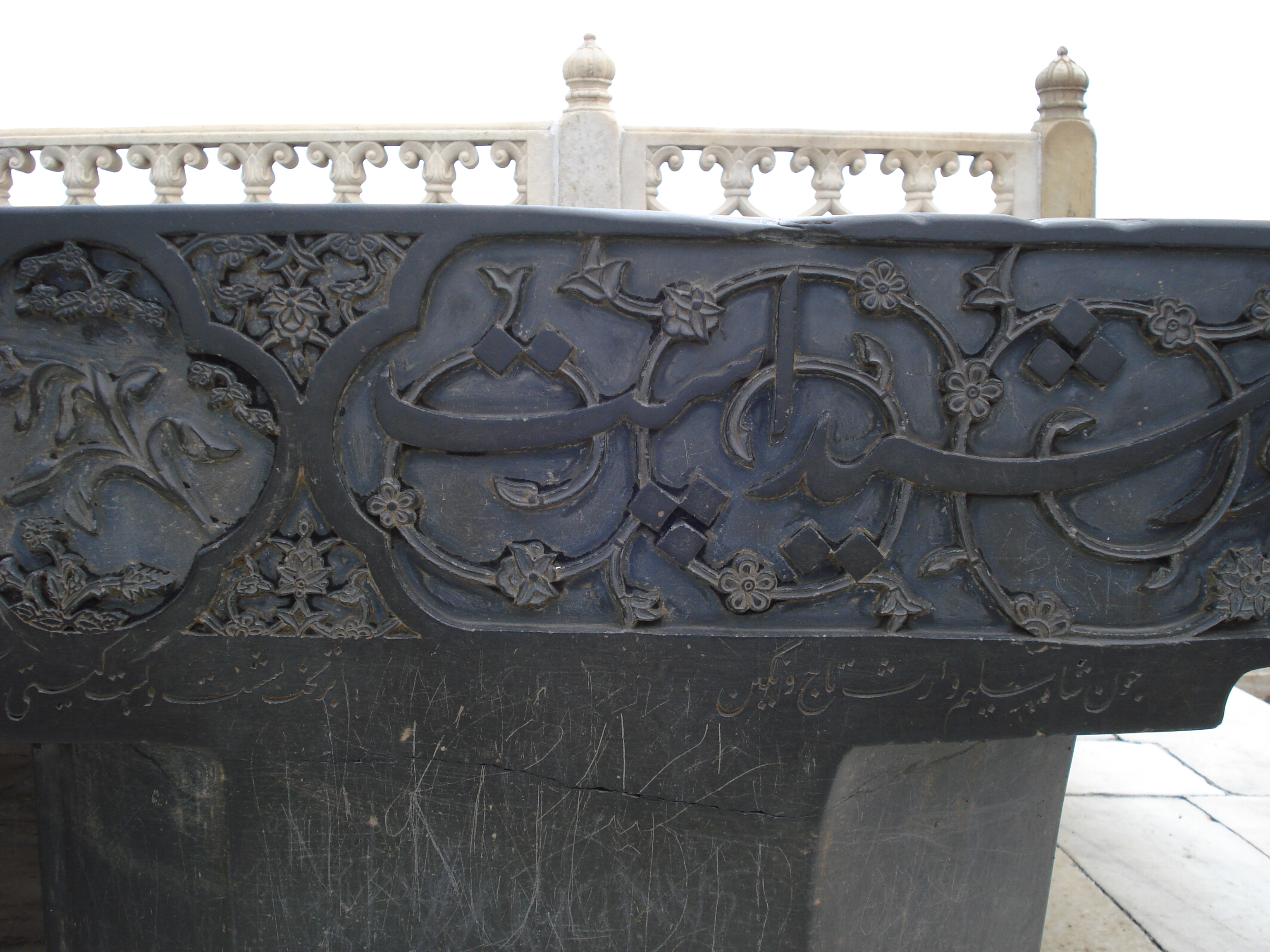
خط فارسي of several 18th-نقوش واشعار فارسية في أغرة.
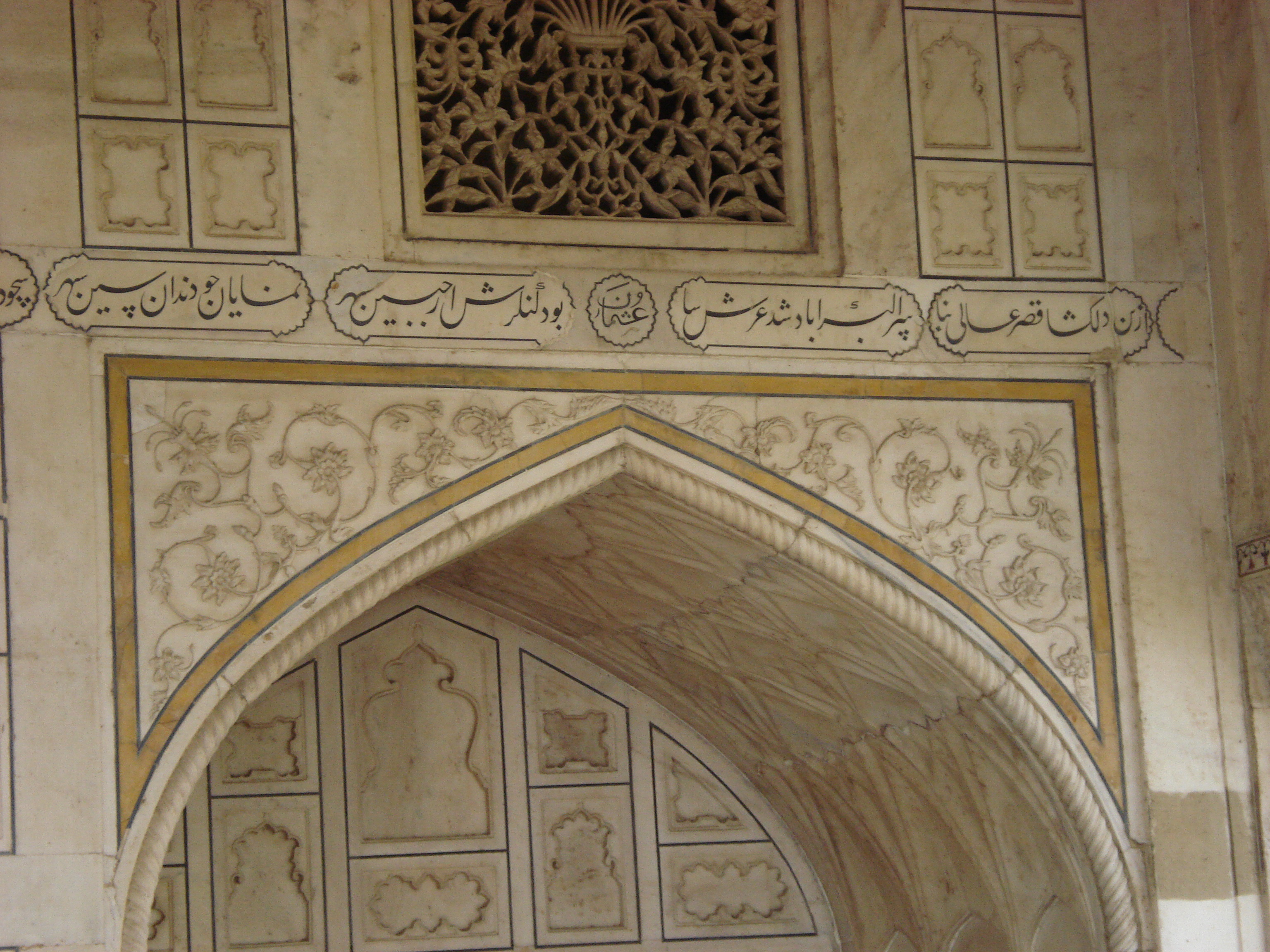
نقوش واشعار فارسية في أغرة.
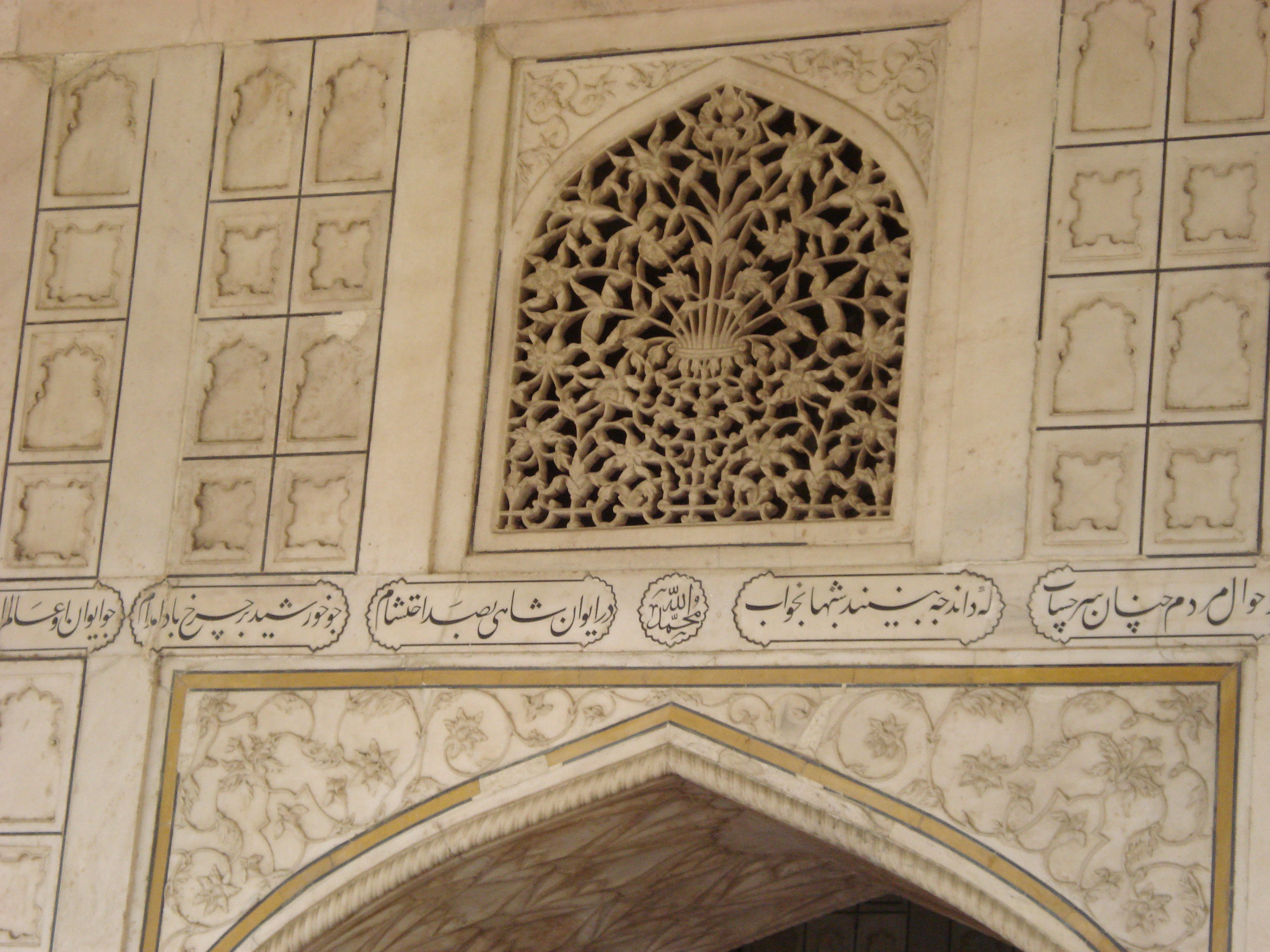
نقوش واشعار فارسية في أغرة.
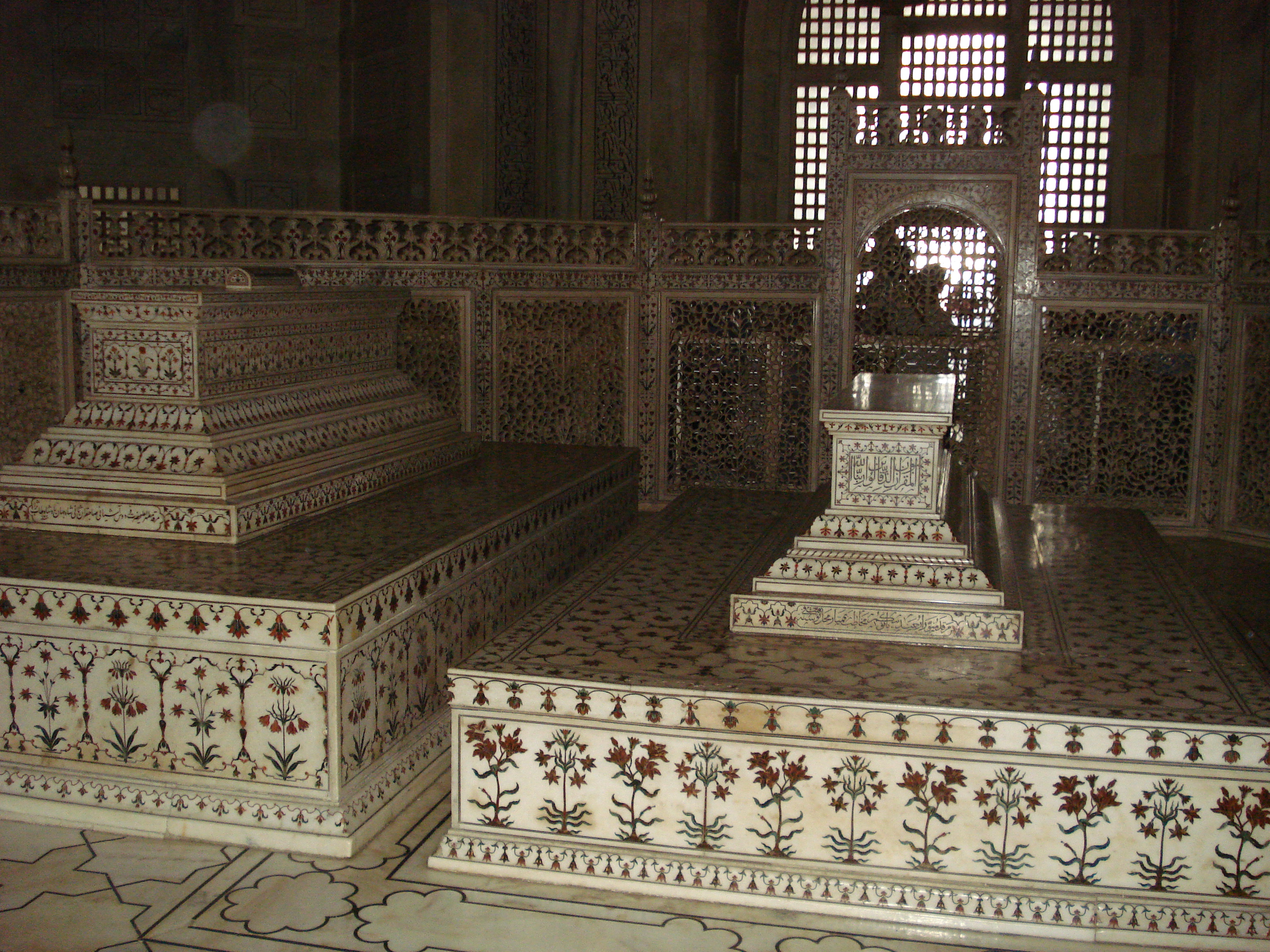
ارجمند بانو
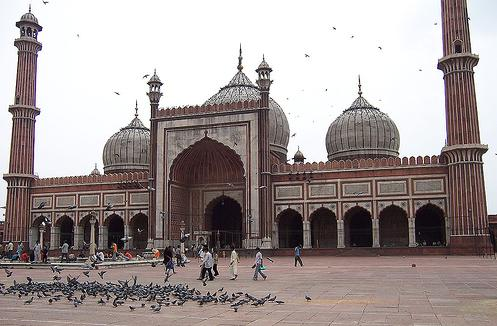
The المسجد الجامعنقوش واشعار فارسية في المسجدالدلهی.
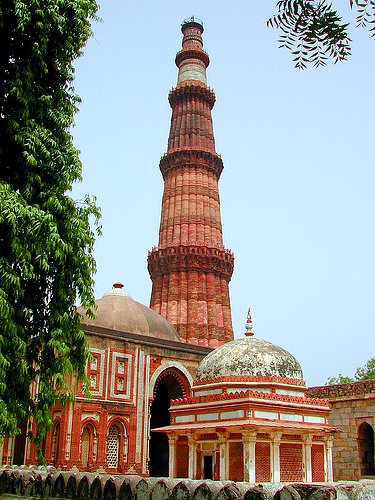
At 72.5m tall, the 13th-century قطب منار is the world's tallest brick مئذنة.
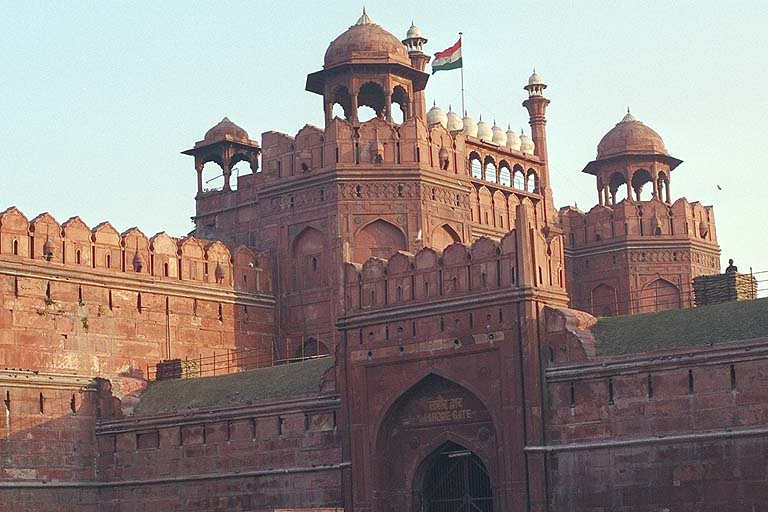
الحصن الأحمر-يوم الاستقلال.
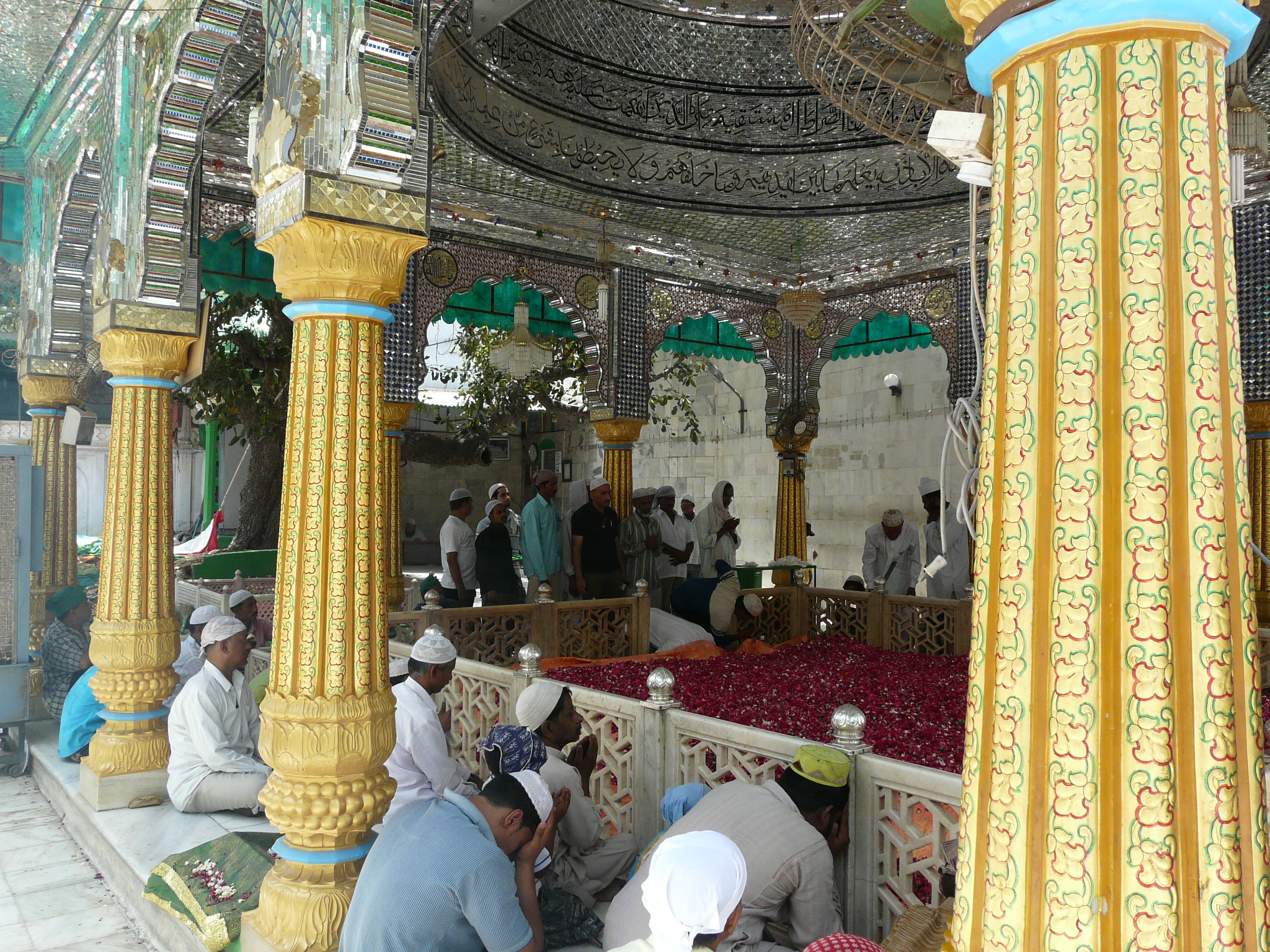
Qutbuddin Bakhtiar Kaki's dargah in Mehrauli، دلهي.
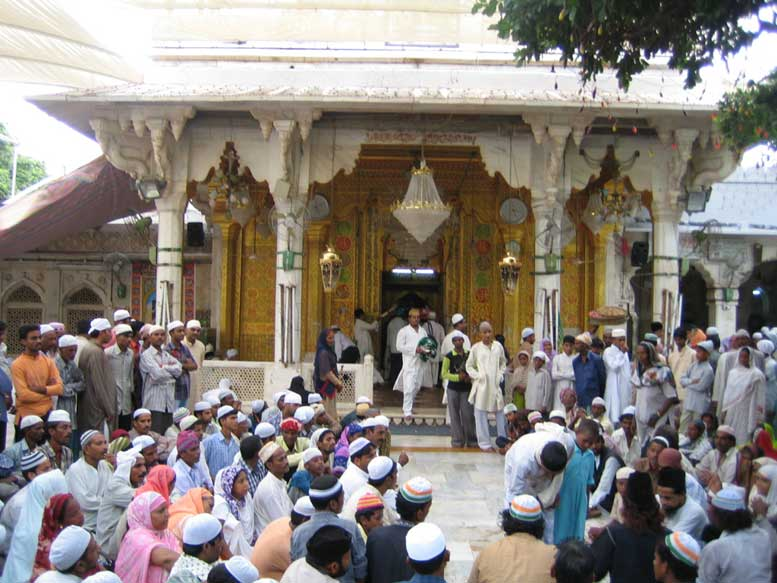
The dargah of معين الدين الجشتي، أجمير.
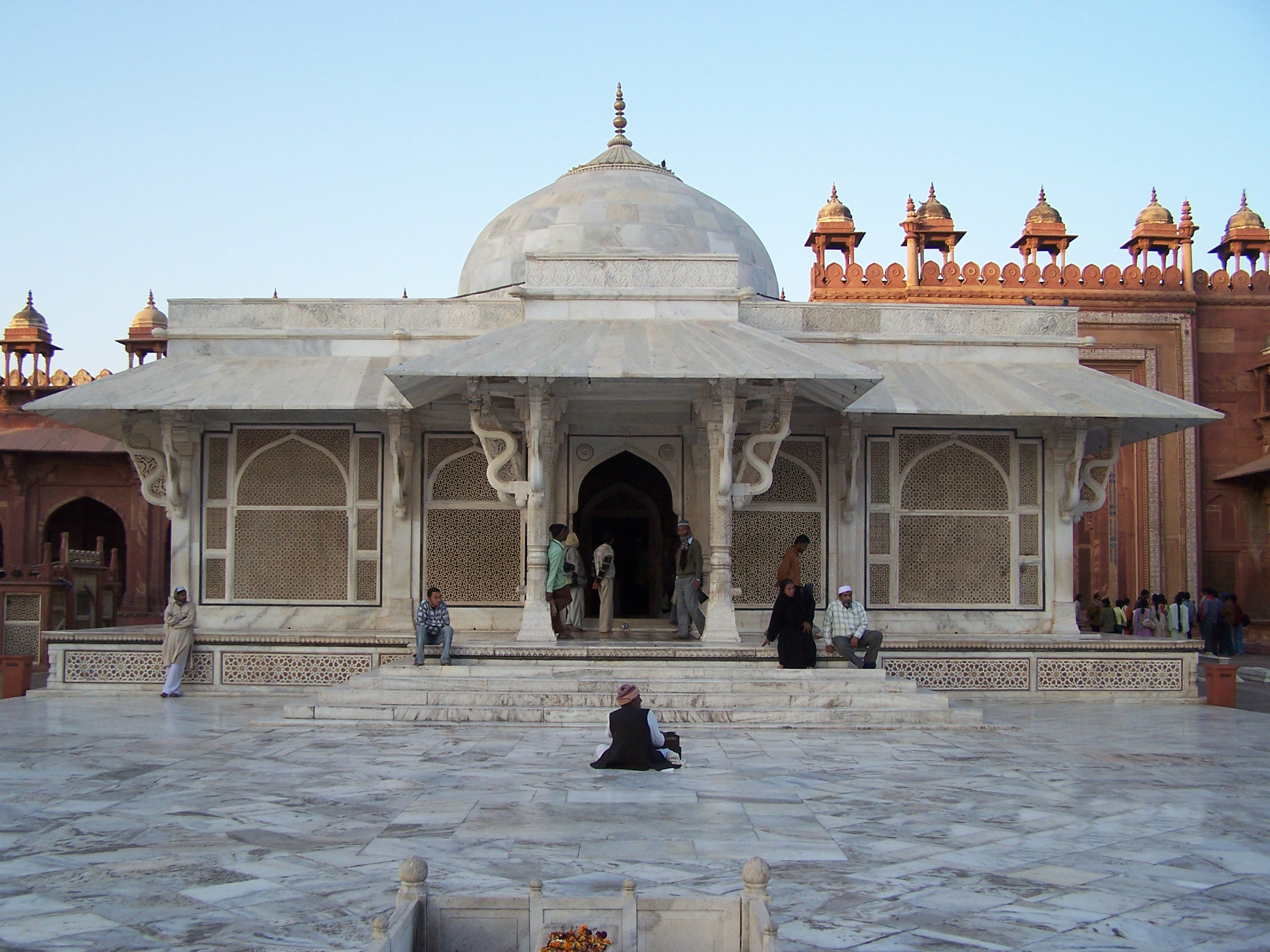
The Tomb of Salim Chisti at فتحبور سيكري فی أغرة.
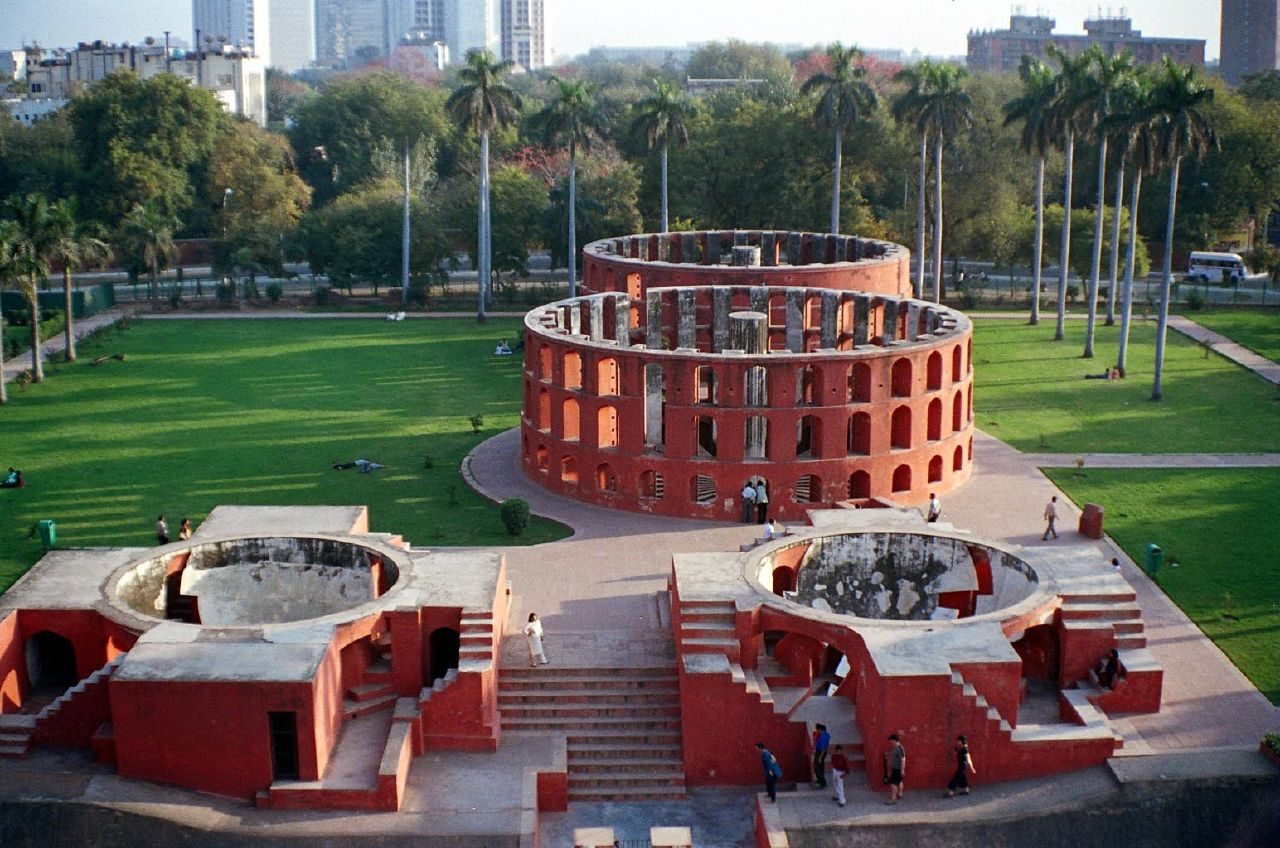
Jantar Mantar  [لغات أخرى]‏ consists of 13 architectural and astronomical instruments, built by ماهاراجا Jai Singh II 1727 and 1734.
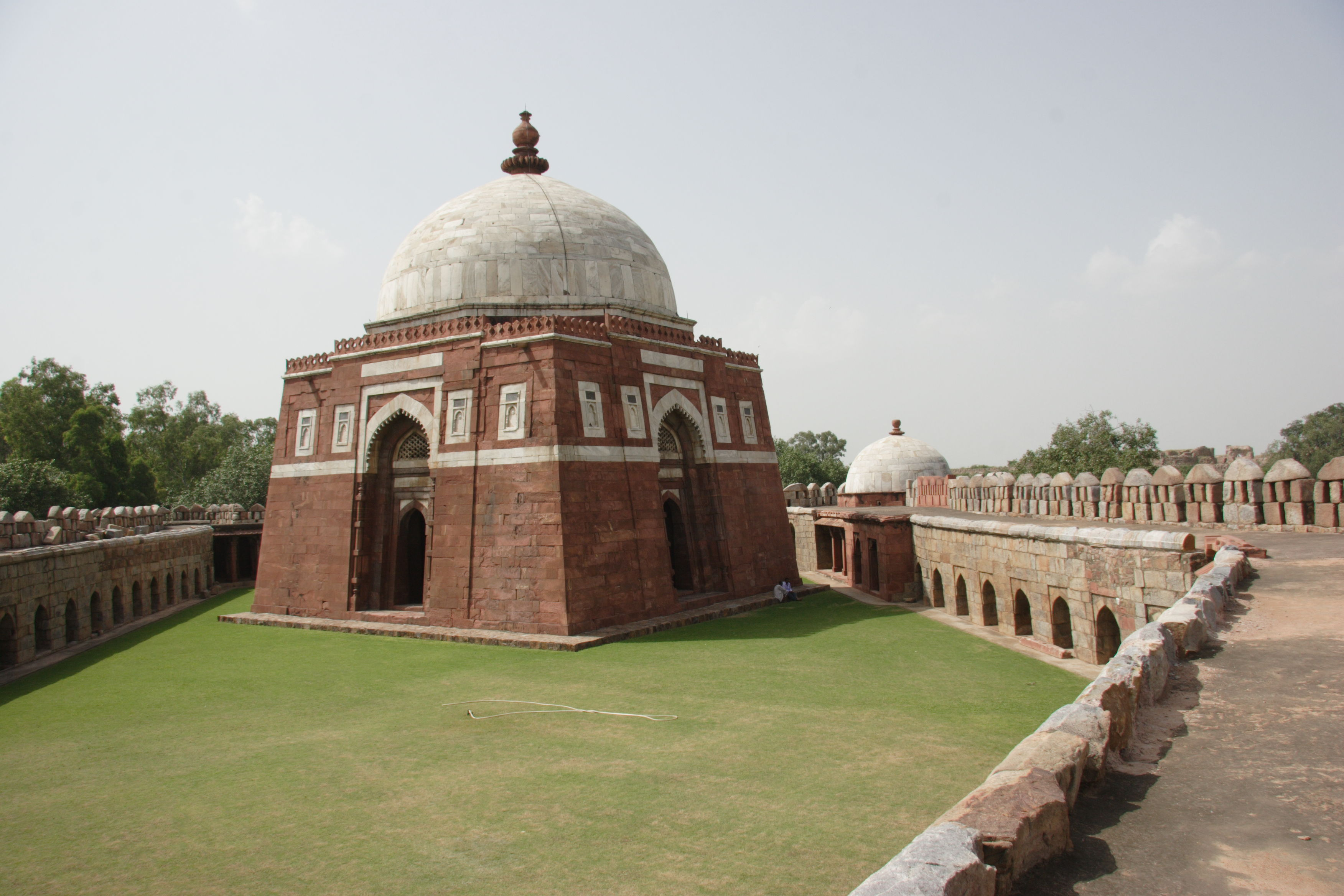
The Mausoleum of Ghiyath al-Din Tughluq at Tughlaqabad Fort  [لغات أخرى]‏
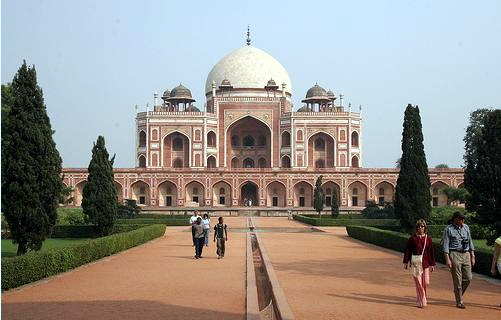
ضريح همايون
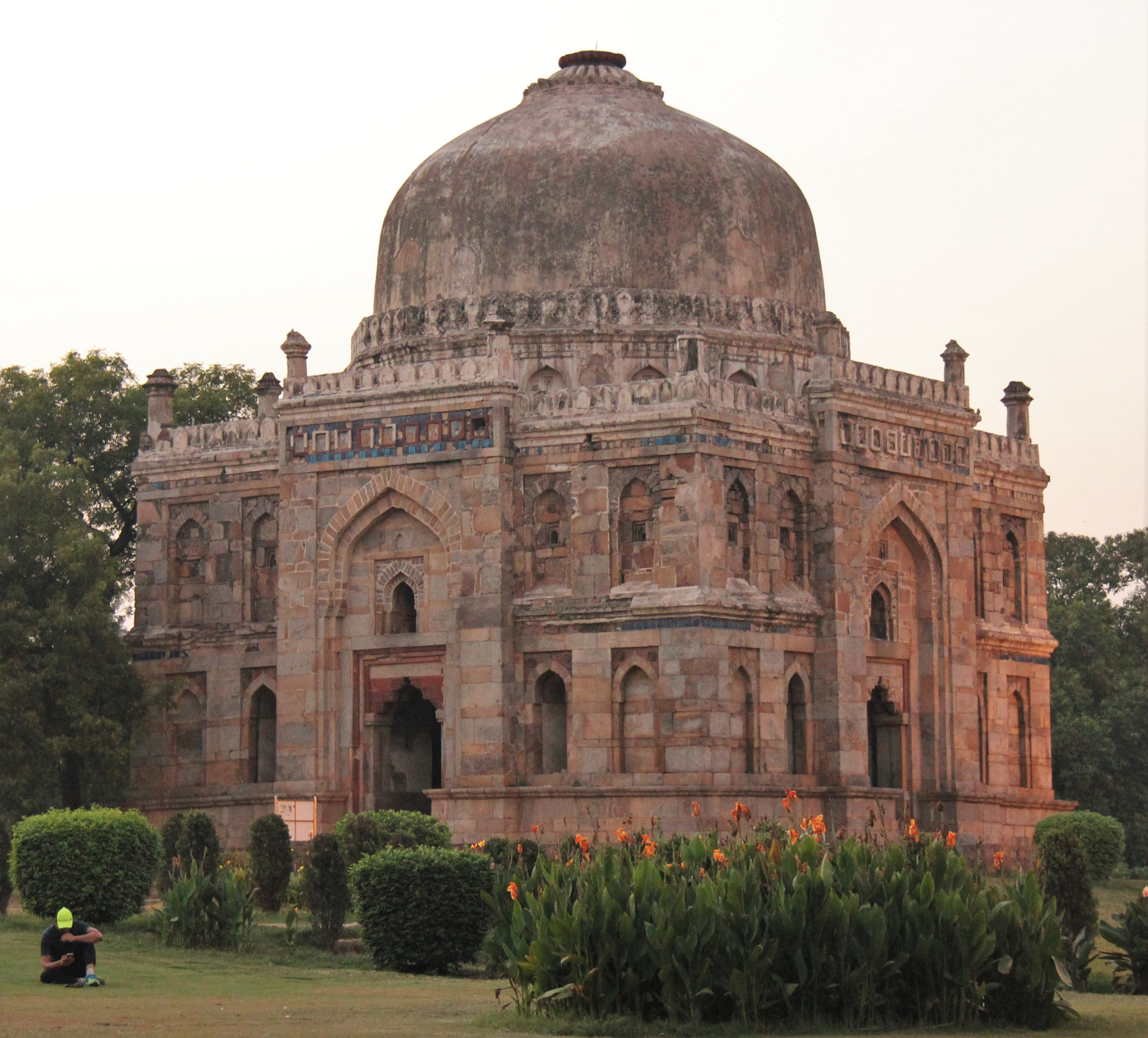
Lodhi Gardens Shisha Gumbad (glass dome)
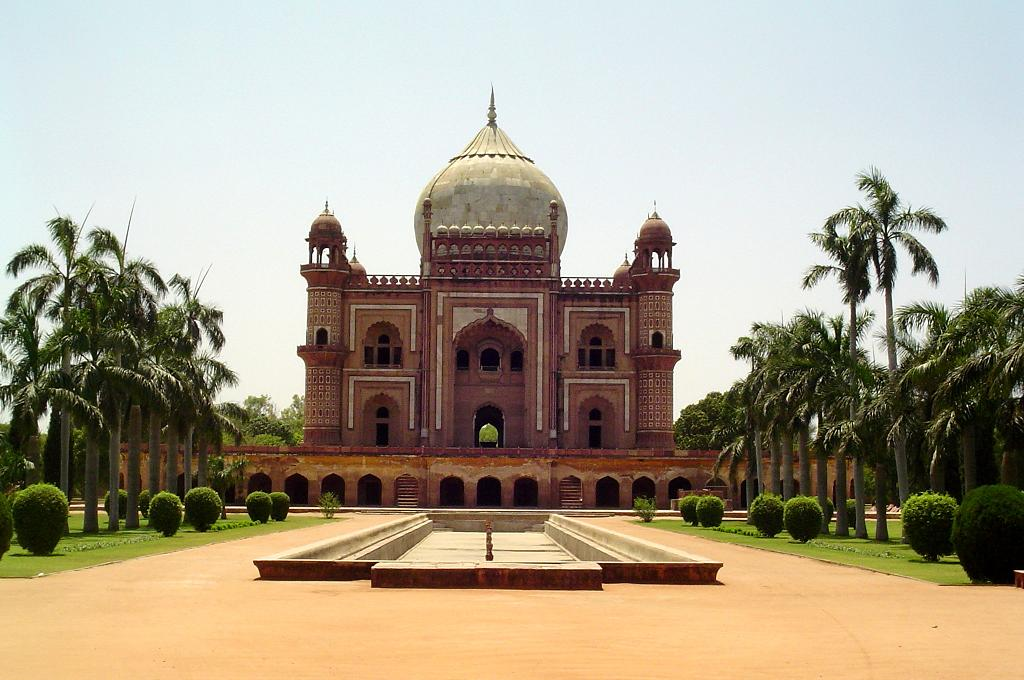
مزار صفدر جنك
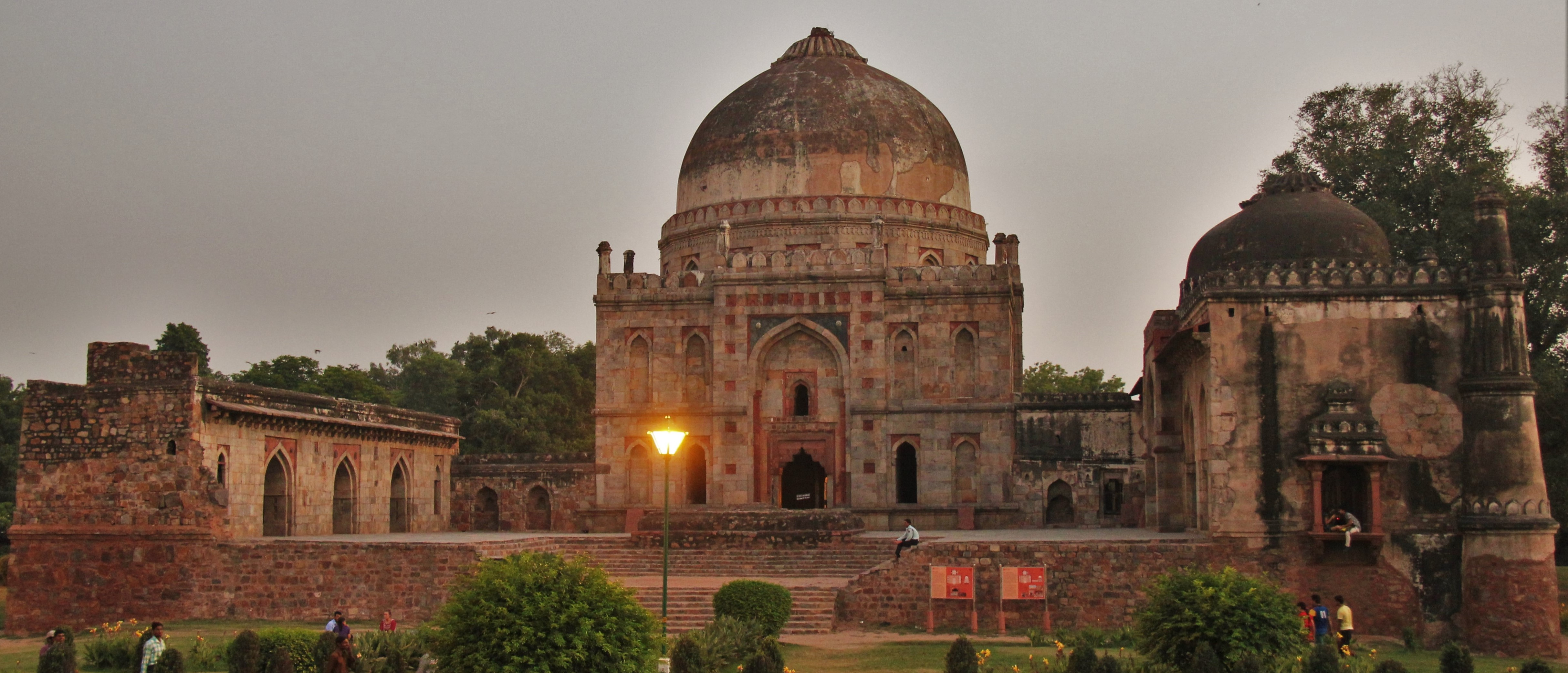
The Bara Gumbad and Bara Gumbad Mosque in the Lodhi Gardens
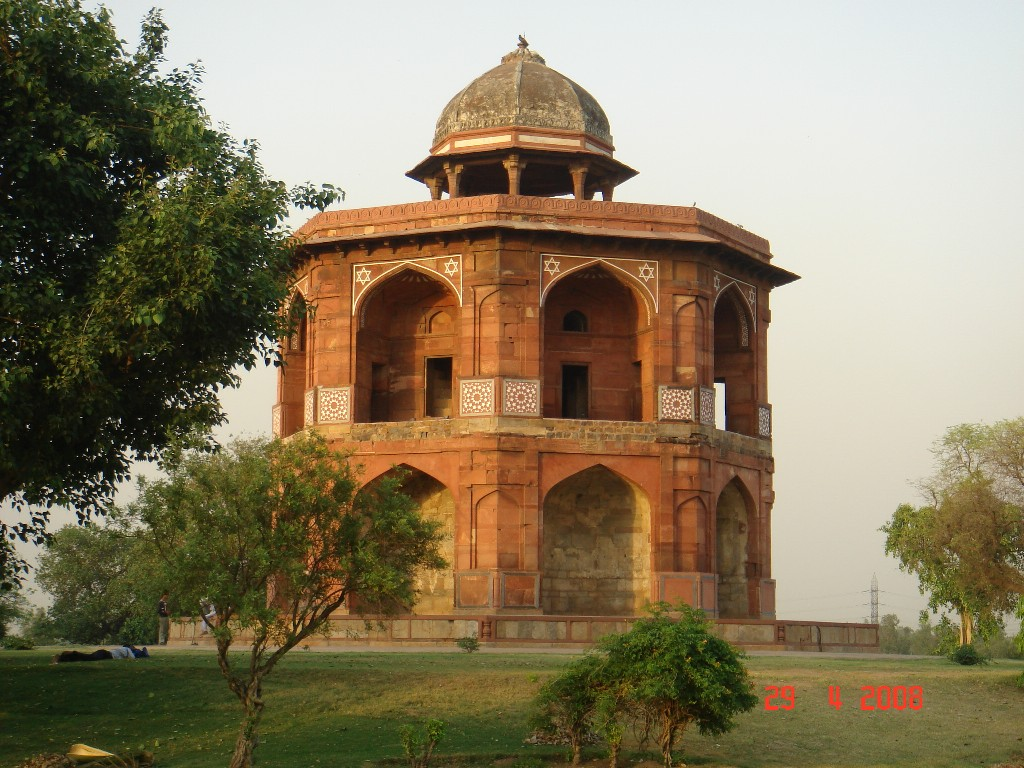
Sher Mandal in Purana Qila since 1000 BC
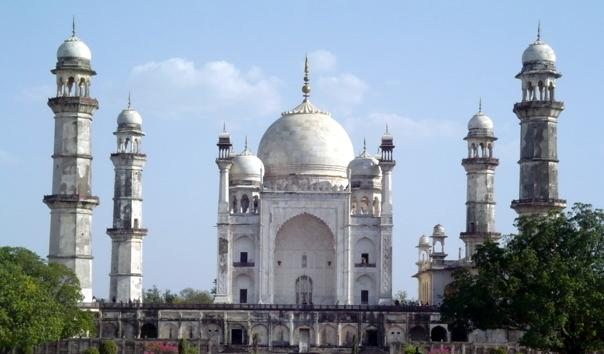
بيبي كا مقبرة
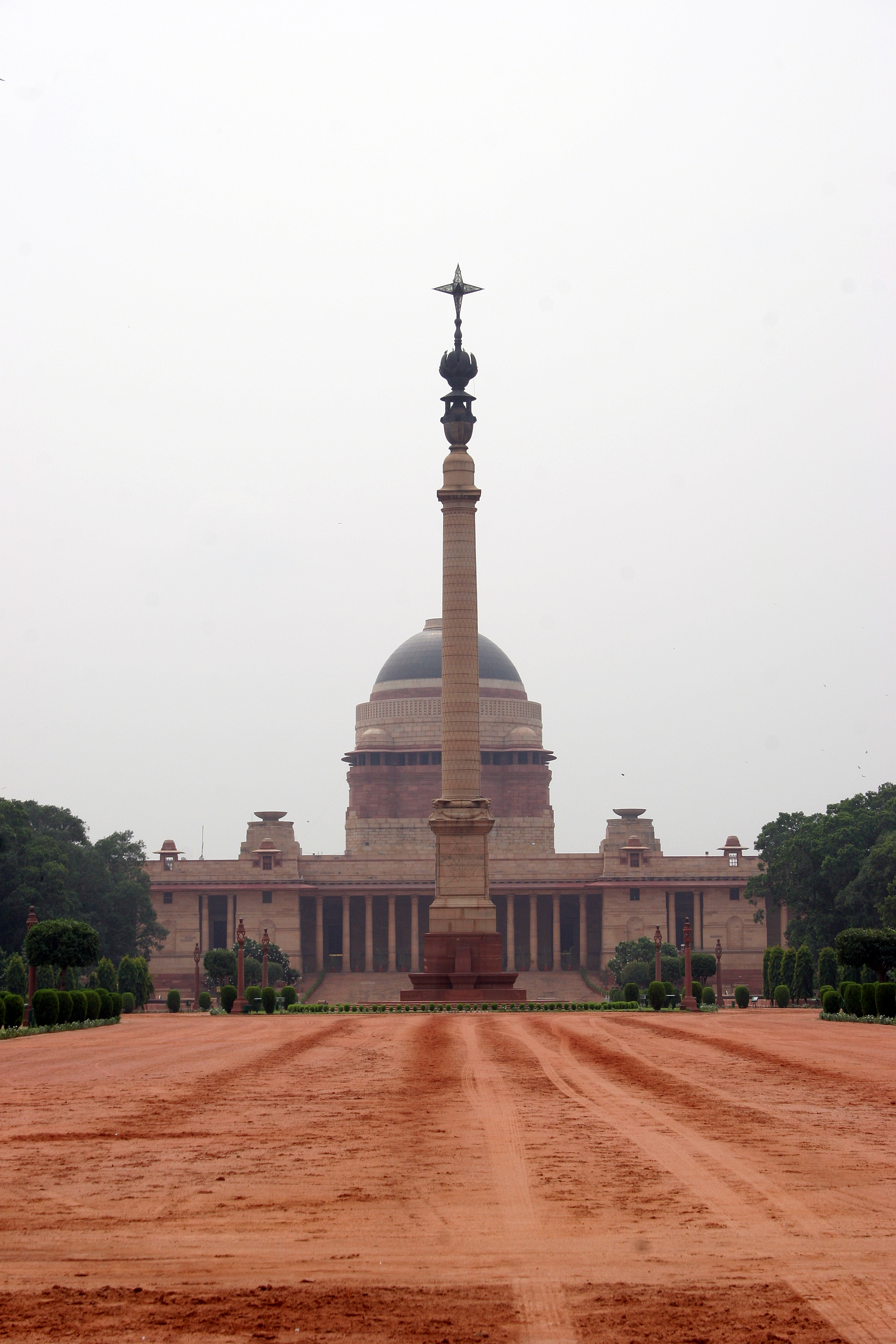
راشتراباتي بهافان القصر الرئاسه

## هامش
1. ↑  Ajam, Mohammad (29 Apr 2013). "Iran, India relations span centuries marked by meaningful interactions". parssea (بالإنجليزية). Archived from the original on 2020-11-12. Retrieved 2020-06-15.
2. ↑  وكالة أنباء التقريب نسخة محفوظة 23 يوليو 2017 على موقع واي باك مشين.
3. ↑  همشهری تیر 1393 مسجد جامع دهلی وسنگ نوشته‌های زیبای فارسی آن.
4. ↑  Persian Inscriptions on Indian Monuments Dr.Mohammad Ajam نسخة محفوظة 15 يونيو 2020 على موقع واي باك مشين.
5. ↑  http://www.iketab.com/books.php?Module=SMMPBBooks&SMMOp=BookDB&SMM_CMD=&BookId=78478 نسخة محفوظة ۱۰ ژوئن ۲۰۱۵, على موقع واي باك مشين..
6. ↑  کتاب سفرنامه هند ص55-58 در سال ۱۳۵۰ شمسی. محمدرضا خانی. فارسی. نسخة محفوظة 19 أغسطس 2019 على موقع واي باك مشين.
7. ↑  همشهری تیر 1393  مسجد جامع دهلی والنصوص الحجریه الفارسیه فیها. محمد عجم. همشهری نسخة محفوظة 2 أبريل 2018 على موقع واي باك مشين.
8. ↑  همشهری تیر 1393  مسجد جامع دهلی وسنگ نوشته‌های زیبای فارسی آن. محمد عجم. نسخة محفوظة 2 أبريل 2018 على موقع واي باك مشين.

## انظر ایضا
- علي اصغر حکمتشيرازي
- اللغة الفارسية في الهند
- اللغة الفارسية في الهند
- الهند الفارسية
- العلاقات الهندية الإيرانية
- الإيرانيون في الإمبراطورية الغورخانية